# Пишущая машинка

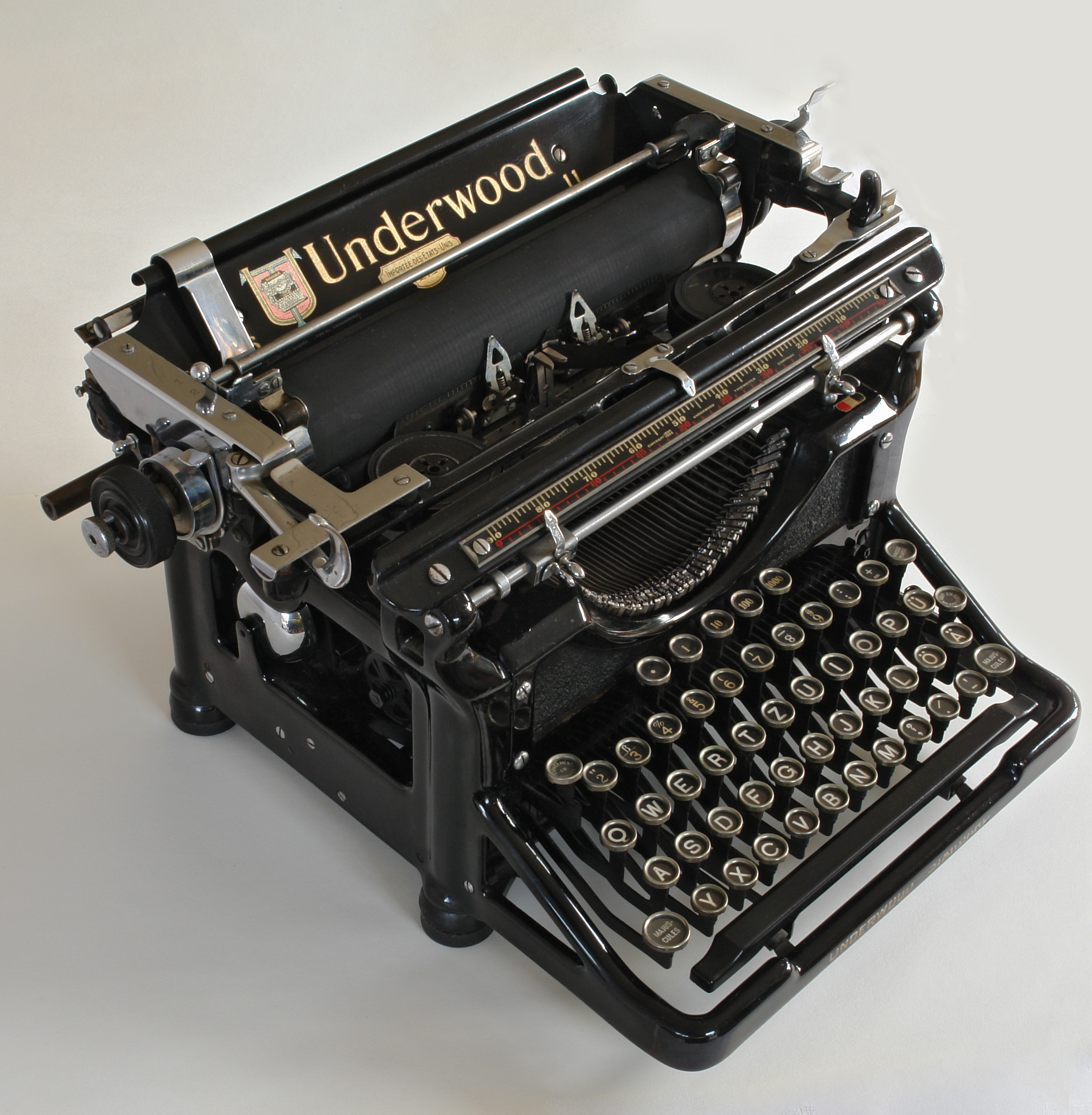
Пишущая машина «Ундервуд» (Underwood), производилась с 1896 года, стала первой популярной машинкой с фронтальным расположением рычажно-литерной корзины

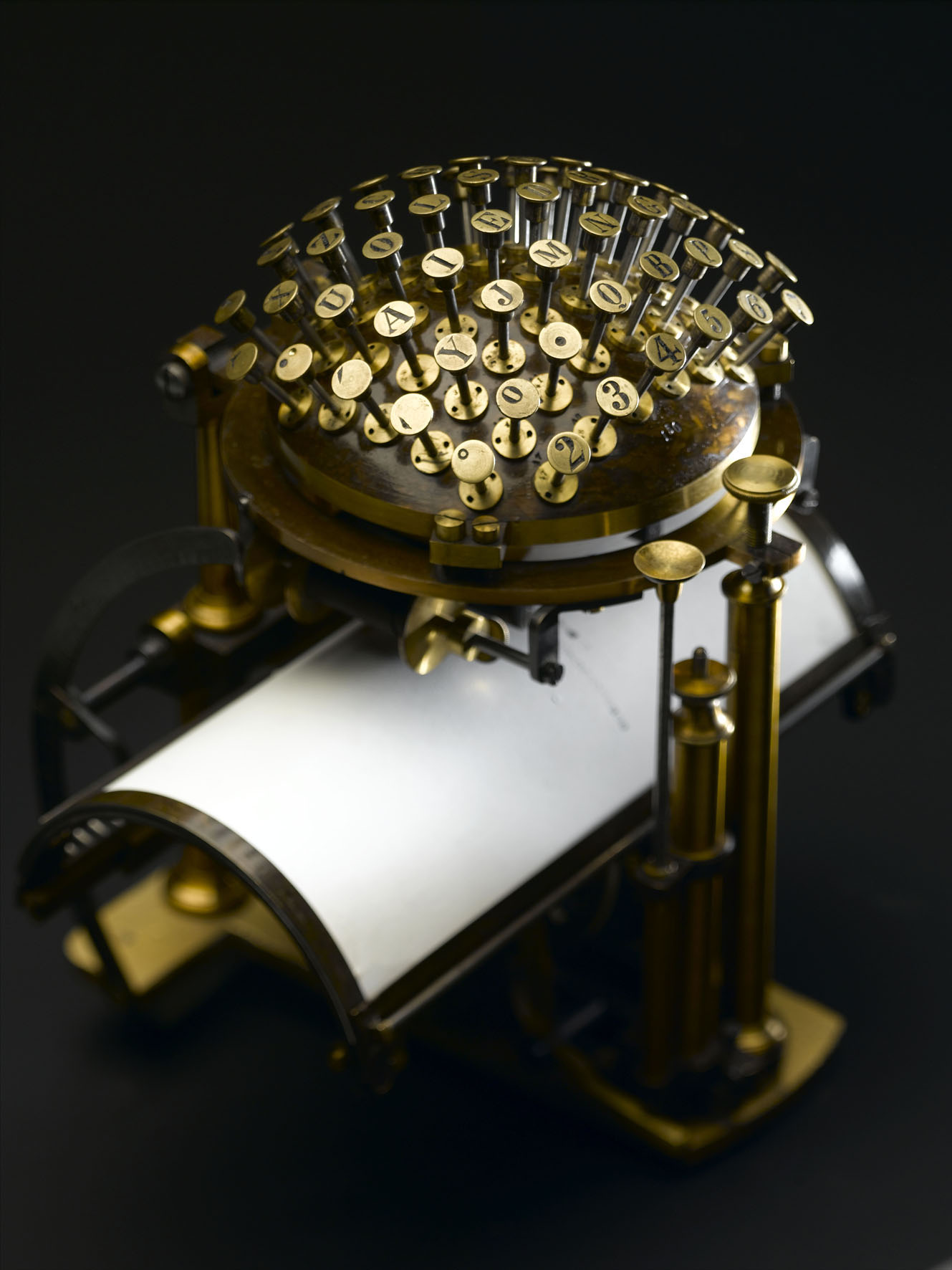
Hansen Writing Ball была первой пишущей машинкой, изготовленной на коммерческой основе (1870)

Пи́шущая маши́нка (разг. прост. «печатная машинка») — механический, или электро-механический, прибор, оснащённый набором клавиш, нажатие которых приводит к печати соответствующих символов на носителе (в большинстве случаев это бумага). Широко использовалась в XIX–XX веках. В настоящее время пишущие машинки по большей части вышли из употребления, их функцию стали выполнять персональные компьютеры, укомплектованные принтерами.
Принцип работы большинства пишущих машин заключается в нанесении символов на бумагу при помощи специальных рычагов, заканчивающихся площадками с металлическими или пластиковыми литерами. При нажатии соответствующей клавиши рычаг ударяет по пропитанной чернилами ленте, оставляя, таким образом, отпечаток литеры на подводимом листе бумаги. Перед печатью следующего символа выполняется автоматический сдвиг бумажного листа (а также, как правило, перемещение красящей ленты с целью подставить под литеру свежий её участок). Для печати нескольких копий одного и того же документа используются листы копировальной бумаги, прокладываемые между обычными бумажными листами.

## История
Как и большинство других технических устройств, разработка механизма пишущей машинки не была изобретением одного человека.
Множество людей совместно или независимо друг от друга приходило к идее быстрой печати текстов.
Первый патент на машину такого рода был выдан английской королевой Анной Генри Миллю (англ. Henry Mill) ещё в 1714 году. Изобретатель патентовал не только машину, но и способ последовательной печати символов на бумаге. Однако, какой-либо подробной информации о его изобретении, а также сведений о реальном создании и применении описанной машины не сохранилось.

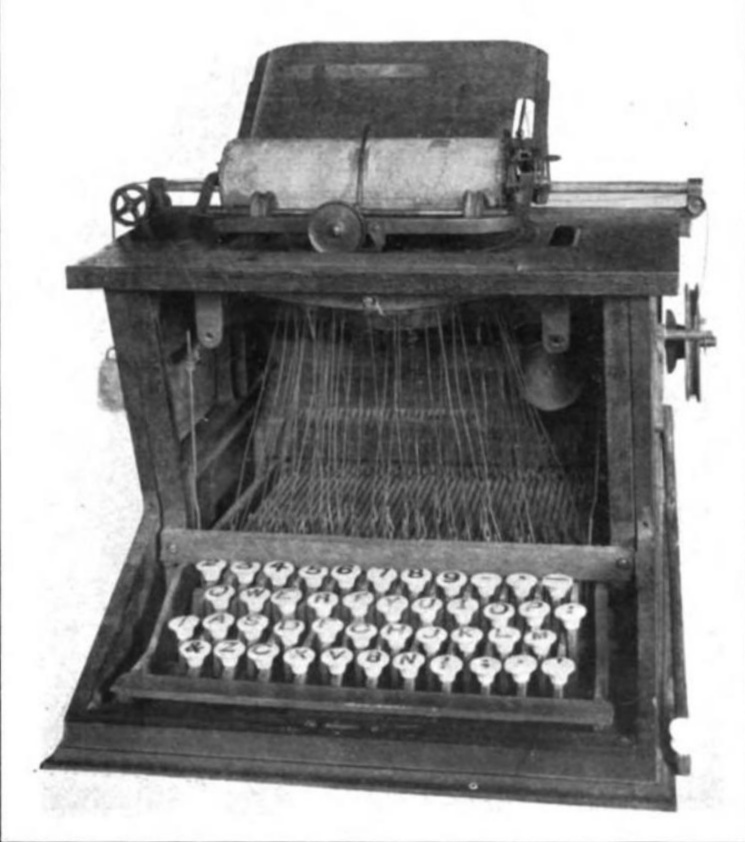
Прототип пишущей машинки Шоулза и Глиддена (1873), первой коммерчески успешной и первой с QWERTY-клавиатурой

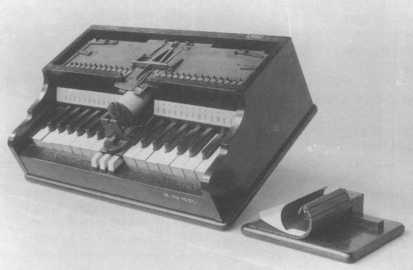
Печатная машинка Уитстона

Только почти через 100 лет люди вновь заинтересовались возможностью выполнения быстрой печати. Примерно в 1808 году Пеллегрино Турри (Pellegrino Turri), также известный как изобретатель копировальной бумаги, создаёт собственную печатную машину. Подробности о его изобретении сегодня неизвестны, однако до нашего времени сохранились тексты, напечатанные на этом устройстве.
Различные учёные пробовали свои силы в этой области, одним из них стал Чарльз Уитстон. В 1850-х он создал 3 пишущие машинки, но не запатентовал эти устройства и не пытался наладить их массовый выпуск.
23 июня 1868 года Кристофер Лэтем Шоулз из Висконсина запатентовал свою пишущую машинку; при значительных изменениях и усовершенствованиях шестью годами позже она увидела свет под названием Ремингтон № 1.

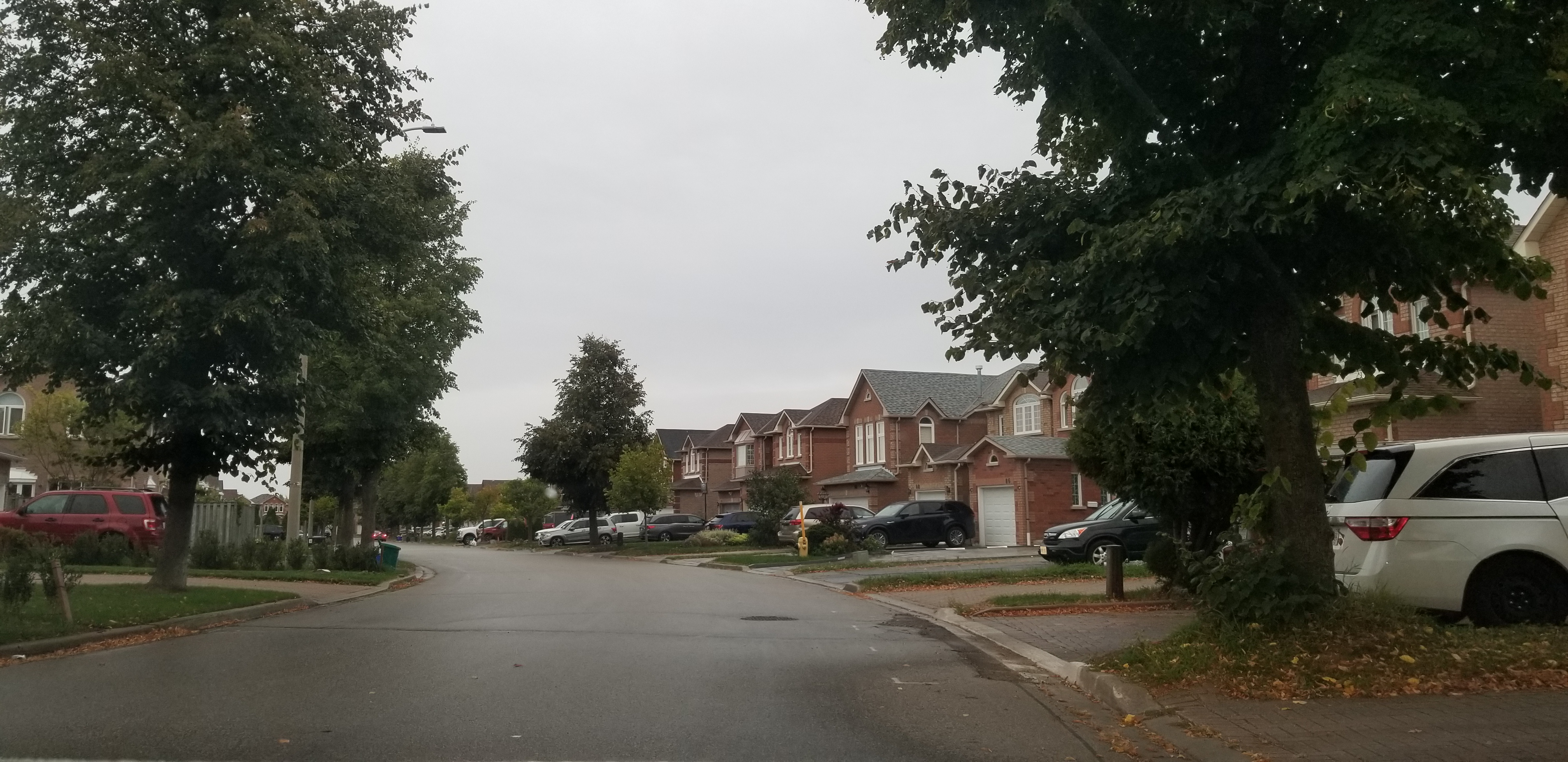
Ундервуд

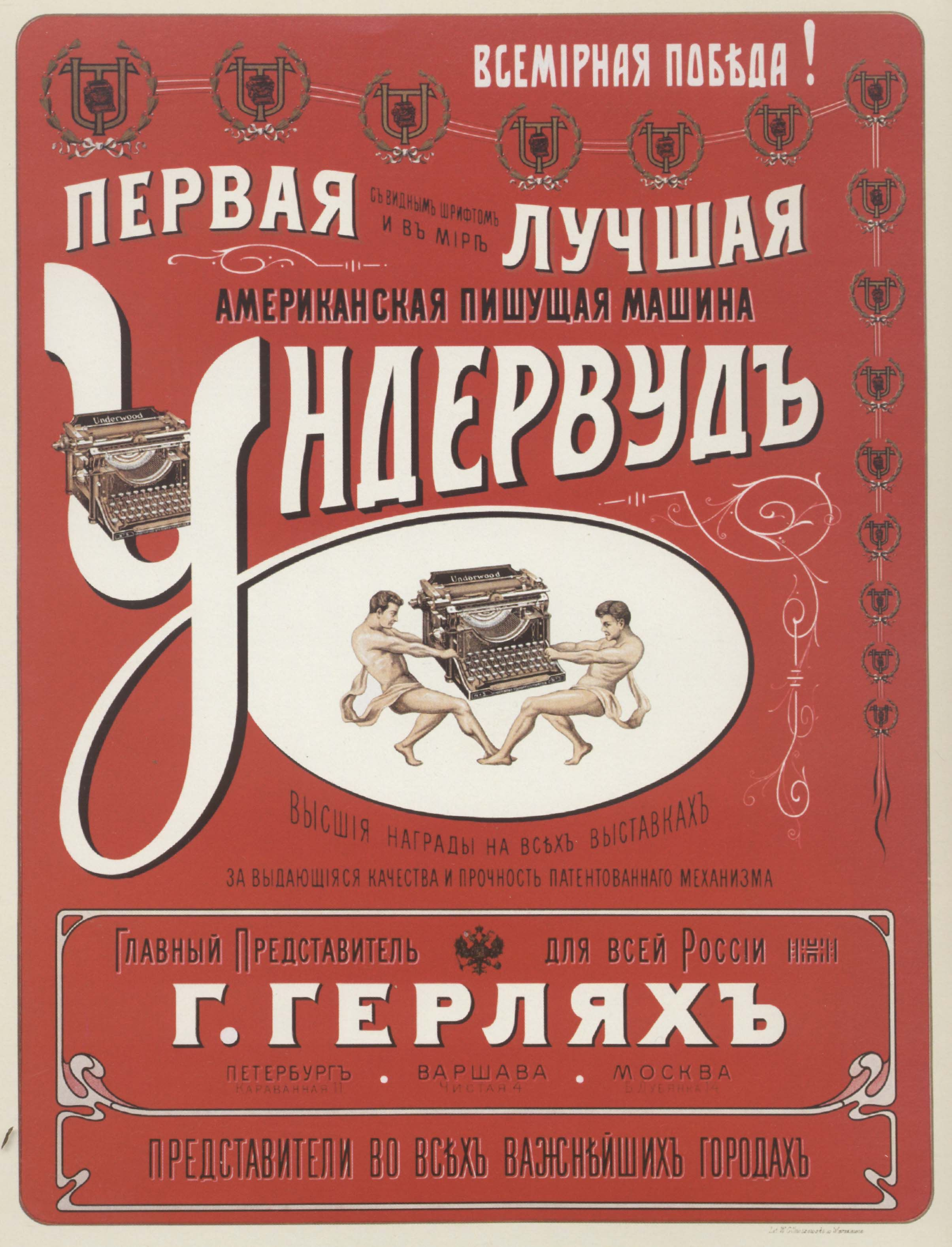
В дореволюционной России пишущую машинку можно было свободно купить или заказать по почте

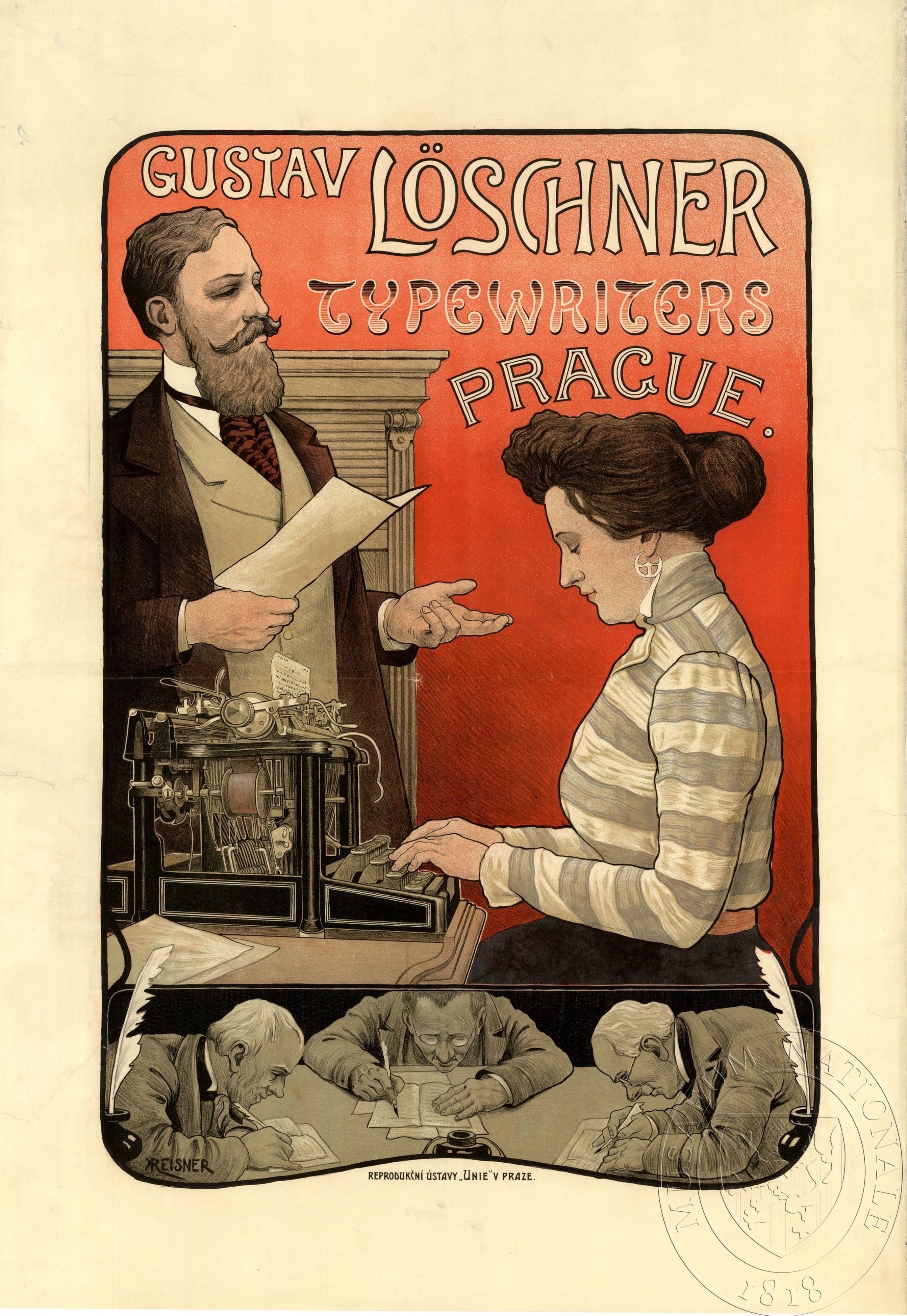
Пишущая машинка на рекламном плакате. Около 1913 года

В дореволюционной России пишущие машинки не производились, но использовались. Однако в силу особенностей дореволюционной орфографии размещение клавиш несколько отличалось от нынешнего:
- буквы «Ц» и «Э» располагались в самом верхнем «цифровом» ряду справа;
- в верхнем буквенном ряду на том месте, где сейчас буква «Ц», размещалось «І»;
- в среднем ряду между клавишами «В» и «А» располагалась «Ъ», поскольку тогда эта буква использовалась очень часто, в конце всех слов, заканчивающихся на согласную;
- в нижнем ряду между клавишами «Ч» и «С» была клавиша с буквой «Ѣ»[5].

В России пишущие машинки стали достаточно распространёнными лишь в первые годы XX века. Ещё в 1896 году российский автор обзора технических средств писал: «В настоящее время она хотя и входит в употребление в России, но еще не настало то время, когда публика проникнется убеждением, что пишущая машинка не роскошь богатых людей, а необходимый для ежедневного обихода предмет…» При этом уже на рубеже 1880–1890-х годов в Нью-Йорке существовало 78 контор по продаже пишущих машинок, машинку можно было арендовать в каждом крупном отеле или даже поезде. 

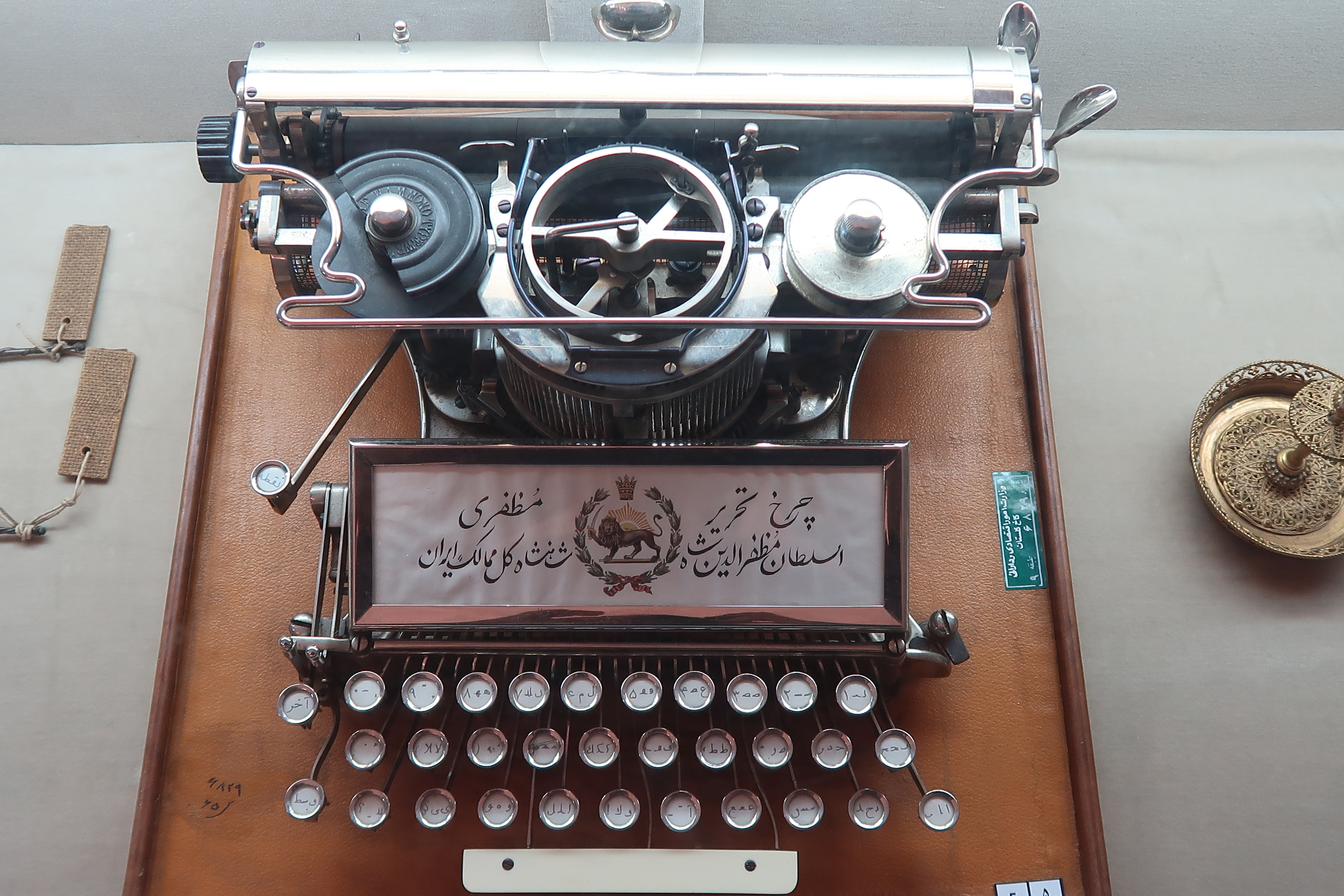
Персональная машинка Мозафереддин-шаха Каджара, пятого каджарского шаха Персии (Ирана), изготовленная в конце XIX века

На портативных машинках в целях уменьшения числа литерных рычагов отсутствовали цифры «0», «1» и «3», которые заменялись буквами «О», «І» и «З» соответственно. Фиты на портативных машинках не было, при необходимости её заменяли буквой «О», а штрих добавляли вручную после окончания печати.
Если в середине XX века невозможно было представить себе контору организации без пишущей машины, то к началу XXI века лишь небольшое количество традиционных компаний-производителей, таких как Smith Corona, Olivetti, «Адлер-Рояль», «Олимпия», Brother, «Накадзима» и др. продолжало выпуск такого рода устройств, причём большинство из перечисленных компаний в это время занималось выпуском электронных моделей пишущих машин.
В апреле 2011 года закрылся завод по производству пишущих машин в Мумбаи, принадлежавший индийской компании Godrej & Boyce, что вызвало ряд сообщений в СМИ о закрытии «последнего завода пишущих машинок», что вскоре было опровергнуто.
В ноябре 2012 года фабрика Brother выпустила пишущую машину, названную «последней, произведённой в Великобритании»; машина была подарена лондонскому Музею науки.

### Соцлагерь
В советское время буквы «І» и «Ѣ» (на портативных машинках также и «Ъ») были исключены с клавиатур, на их месте некоторое время располагались другие символы (№, +, =, ?, !). Позднее все небуквенные символы были вынесены в верхний «цифровой» ряд, а буквы «Ц» и «Э», наоборот, перенесены в буквенные ряды, после чего раскладка приобрела современный вид.
Первая пишущая машинка в СССР называлась «Яналиф», она была создана в 1928 году в Казани инженером Аскаром Шейхгали. В более позднее время наиболее распространёнными отечественными марками пишущих машин в СССР были «Украина» (канцелярская), «Башкирия» (канцелярская), «Москва» (портативная), «Любава» (портативная) и «Ятрань» (канцелярская). Из зарубежных достаточно широко были распространены пишущие машины марок «Оптима» и «Роботрон» (ГДР, канцелярские, в разных модификациях), «Эрика» (ГДР, портативная), «UNIS tbm de luxe» (СФРЮ, портативная со стандартным шрифтом в отличие от прочих портативных, у которых был уменьшенный по размеру шрифт) по лицензии «Олимпии» (ФРГ)) и «Консул» (ЧССР, портативная). Свободно приобрести или заказать машинку по почте в СССР, в отличие от дореволюционной России и от капстран, несмотря на их массовое производство, было нельзя:

После того, как черновик документа был составлен и завизирован начальником отдела, его следовало отпечатать на пишущей машинке. Для этого документ нужно было сдать под расписку в машинописное бюро. Прочим сотрудникам пользоваться пишущими машинами не разрешалось. Так было не только в учреждениях, связанных с секретными работами, но и абсолютно повсюду. Частным лицам пишущие машинки продавались только в виде исключения, по особому разрешению КГБ, совсем, как оружие. Владелец должен был хранить машинку в условиях, исключающих бесконтрольный доступ к ней других лиц. Сейчас в компьютерное время, когда каждый сам себе машинистка, вся пишущая братия легко стучит по клавиатуре с завидной скоростью. А тогда, кроме профессиональных машинисток, никто печатать не умел. Отпечатанный документ надлежало вычитать, мягким карандашом отметить опечатки и снова отнести в машбюро для их исправления.
Как отмечает Валентин Красногоров в своём исследовании по истории русской и советской цензуры, с 1932 года открытие типографий разрешалось только государственным органам. Частным лицам печатные машины, даже самые простейшие, не разрешалось иметь, покупать и продавать. Нельзя было также ими пользоваться, несмотря на то, что в законе было прямо прописано, что «пишущие машинки и принадлежности к ним могут приобретаться и использоваться без особого на то разрешения». Даже с обыкновенных пишущих машинок, принадлежащих учреждениям, были сняты образцы шрифтов. При необходимости они могут быть опознаны за несколько минут. В конце рабочего дня, а также на выходные и на праздничные дни помещения, где стояли пишущие машинки, опечатывались пломбами. Аналогичным образом обстояло дело в странах соцлагеря. Олег Гордиевский и Аркадий Шевченко отмечают, что проявления советской шпиономании и паранойи привели к тому, что сотрудникам советских посольств за рубежом запрещалось пользоваться компьютерами, поскольку «в них нетрудно влезть», электрическими печатными машинками, поскольку «не исключалась возможность их прослушивания» (даже несмотря на то, что вероятность прослушивания была практически невозможна), и обыкновенными механическими печатными машинками, поскольку власти опасались, что «противники запишут на магнитную ленту звуки, издаваемые клавишами при ударах, и, изучив ритм, в котором работали машинки, воссоздадут отбитый текст».
Советские граждане шли на разные ухищрения, изготавливали самодельные машинки и печатные станки, собранные из похищенных, найденных или кустарно изготовленных деталей (подробнее см. в статье самиздат). Кроме самих машинок, недоступной простому советскому человеку была копировальная бумага, кратко именуемая «копиркой», при помощи которой получались копии печатаемых на машинках текстов. Копирка в СССР, особенно в период до второй половины 1980-х гг., была настолько дефицитным продуктом, что задача добыть её была проблемой даже для директоров предприятий и учреждений, не говоря уже о рядовых гражданах. Достать её можно было только по блату. За лист копирки по оптовой цене спекулянты брали 2 рубля, — на эти деньги в книжных киосках можно было приобрести несколько небольших советских книг. Выбрасывать использованную копирку делопроизводителям и машинисткам запрещалось, поскольку её «могли подобрать агенты империализма», поэтому использовалась она до тех пор, пока не была затёртой и пробитой до дыр, а уже потом уничтожалась в присутствии представителя первого отдела, а об её уничтожении составлялся соответствующий акт. Даже в 1980-е годы официально копирку не запрещалось покупать в магазинах, но фактически её там не было, как и многих других советских товаров. Приобретение или наличие у гражданина копировальной бумаги немедленно привлекало к нему подозрение органов государственной безопасности и могло послужить основанием для обыска — мотивировалось это тем, что «её трудно достать». Во время обысков и арестов, сотрудниками КГБ конфисковывались не только машинки, но и вся копировальная бумага. Историк А. И. Фурсов на собственном примере описывает зашоренность простого советского научного работника даже после краха советской системы: „В 1994 году я работал во Франции в Maison des sciences de l’Homme. Это было еще докомпьютерное время, и я пользовался печатной машинкой. В какой-то момент она у меня сломалась, и нужно было получить новую. Я договорился с Иммануилом Валлерстайном, что мне выдадут новую машинку. И когда мне её дали, я спросил, как её вынести из здания, поскольку на входе сидел охранник. Я поинтересовался у Валлерстайна, что ответить, если охранник спросит меня по поводу «выносимого имущества». И Валлерстайн ответил: «Этот человек сидит не для того, чтобы задавать вам вопросы, а для того, чтобы отвечать на ваши»“.
Кроме СССР, пользоваться пишущими машинками было запрещено немецким евреям в 1940-е годы на территории нацистской Германии, что впоследствие привело к конфискации швейных и пишущих машинок у евреев в октябре 1940 года .

## Конструктивные особенности
Большинство конструкций пишущих машинок можно отнести к одному из четырёх основных типов:
1. цилиндрический
2. рычажный
3. шаровой
4. «ромашка»

Наибольшее распространение получили рычажно-сегментные пишущие машины и машины с ромашками.
Пишущий цилиндр не получил широкого применения в пишущих машинах. С пишущим цилиндром было всего несколько машин: Mignon (1924), Plurotyp (1933), Helios-Klimax (1914), Heady (1921).
На пишущих машинах с рычагами отпечаток получается в результате удара по бумаге рычагов, расположенных в шлицах сегмента. К машинам с пишущими рычагами относятся машины «Олимпия» (модели «SG», «SGE», «SM», «SF» и т. п.), машины «Адлер» («Adler Gabriele 2000», «Adler Primus», «Adler Tippa» и т. п.), машины «Ремингтон» («Remie Scout», «Monarch / Monarch Pioneer», «Remington Rand», и т. п.), машины «Гермес» («Hermes Baby», «Hermes 3000» «Hermes Rocket» и т. п.), советские машины («Ятрань», «Любава», «Листвица» и т. п.).

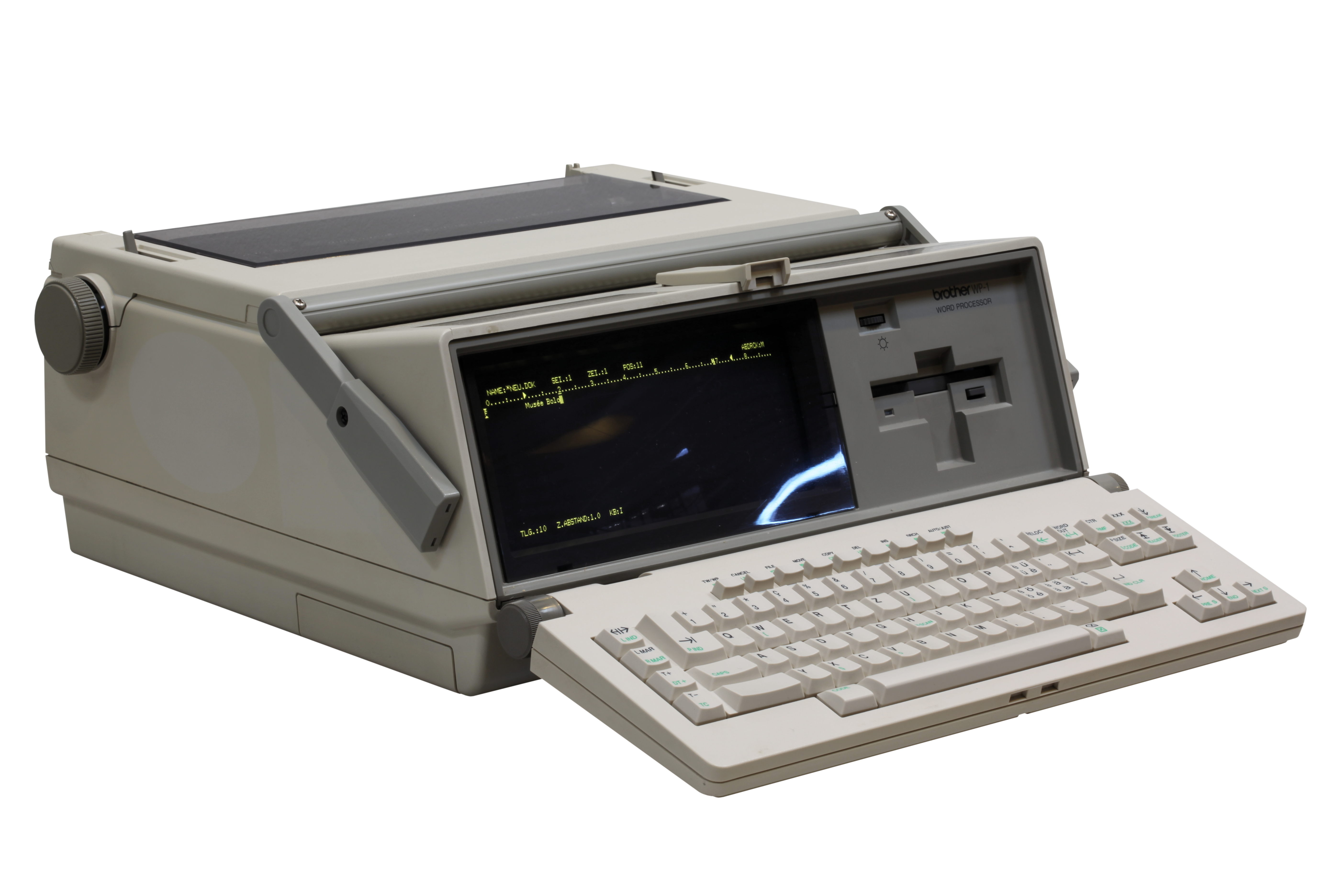
Brother WP1 — электронная пишущая машинка в комплекте с небольшим экраном и устройством для чтения гибких дисков

Пишущие головки или пишущие шарики ассоциируется с машинами «IBM», потому что в 1961 году впервые появились на машинах этой компании («IBM Selectric»). Позднее пишущие головки/шарики использовались и на машинах «Ремингтон» (напр., на модели «Sperry Remington SR 101») и на машинах «Quelle» (напр., на модели «Privileg 910C lift-off»). Пишущие шарики удобны, потому что их можно заменять и таким образом, на одной машине можно печатать несколькими шрифтами.
Пишущая ромашка — специфический носитель матриц, с которых делается отпечаток (на каждом лепестке ромашки находится один знак). Ромашки удобны, потому что легко заменяются, и на одной машине, заменяя одну ромашку другой, можно печатать несколькими шрифтами. Пишущие ромашки получили большую популярность и использовались на машинах разных производителей: на машинах «IBM» (напр., на «IBM 3000», «IBM 6787», «IBM 6747» и «Wheelwriter»), на машинах «Олимпия» («ES 70-Line», «Carrera», «Mastertype», «Mini-Office» и т. п.), на машинах «Канон» (напр., на моделях «Typestar» и «Typemate»), на машинах «Триумф-Адлер» (напр., на моделях «Triumph-Adler Gabriele 150», «Triumph-Adler Junior Electronic»), на машинах «Оливетти» (напр., на моделях «ET Compact», «ET Personal» и «Linea»), на машинах «Гермес» (напр., на моделях «Toptronic» и «Mediatronic»), на машинах других производителей (Samsung SQ, Samsung TW, Brother CE, Brother SX, Brother WP/WPT, Optima SB/SP, Erika 3004 Electronic, Erika 6005/6006, Erika Electronic Portable, Casio 130CE/140CE, Citizen Scribona 10/11/15, Lexmark Wheelwriter). В СССР во второй половине 1980-х и в начале 1990-х годов выпускалась машина с лепестковым носителем литер — пишущая машина «Ромашка» (типа «ПЭЛП-305», портативная электронная). Ромашка используется только на электронных пишущих машинках.

Машинка Любава ПП-305-01 в интерьере

По конструкции существует деление на механические, электрические («электромеханические») и электронные пишущие машинки. К механическим, относится, например, «Любава», а к электромеханическим — «Ятрань».
Кроме этого, в зависимости от предназначения и габаритов пишущие машины делятся на канцелярские и портативные. Канцелярские машины используются, как правило, в стационарных условиях. Портативные машинки являются малогабаритными, помещаются в небольшой чемодан.
Канцелярские и пишущие машинки отличались также числом клавиш (на портативных машинках было меньше клавиш), Так, например, на портативных пишущих машинах с русской кириллицей количество клавиш — в зависимости от марки и модели машины — составляло от 42 до 46. Уменьшение числа клавиш достигалось за счёт отказа от клавиши с буквой «Ё», использования омографии некоторых букв и цифр (вместо цифры «0» могла использоваться буква «О», вместо «3» — «З»), и некоторых других форм практичности и экономии. На канцелярских машинках каретки длинные, поэтому на таких машинах печатать можно вдоль широкой стороны листа формата А4 и соответственно на формате А3. На портативных машинках каретки были короткими и печатать можно было только вдоль узкой стороны листа формата А4.

### Каретка
Устройство каретки пишущей машинки зависит от конструкции печатающего механизма.
В машинке с рычажно-сегментным литероносителем на каретке находится весь механизм протяжки бумаги, ширина каретки соответствует ширине области печати, каретка с бумагой перемещается относительно неподвижного печатающего механизма. При печати каждого символа каретка сдвигается на одно знакоместо, обычно имеется звонок, сигнализирующий за несколько символов до конца строки. В механической печатной машинке возврат каретки производится вручную специальным рычагом, одновременно происходит прогон строки на заданный междустрочный интервал. Возврат каретки электрической печатной машинки механизирован и запускается клавишей на клавиатуре.
На каретке пишущей машинки с шаровым или ромашковым литероносителем смонтированы печатающий механизм и механизм протяжки красящей ленты. Каретка с печатающим механизмом перемещается в пределах габарита пишущей машинки относительно бумаги.

### Бумагопроводящий механизм
В пишущих машинках используется фрикционная подача бумаги, состоящая из бумагоопорного вала и прижимного валика. Бумагоопорный вал обычно имеет ручки для ручной протяжки бумаги. Для освобождения бумаги прижимной валик отводится от бумагоопорного рычагом. В электронных пишущих машинках заправка бумаги может быть автоматизирована.

### Печатающий механизм
Печатный механизм пишущей машинки — это ключевой элемент, обеспечивающий работу устройства. Он состоит из множества рычагов с металлическими или пластиковыми литерами на концах. При нажатии клавиши соответствующий рычаг ударяет по пропитанной чернилами ленте, оставляя отпечаток литера на бумаге.

## Усовершенствования

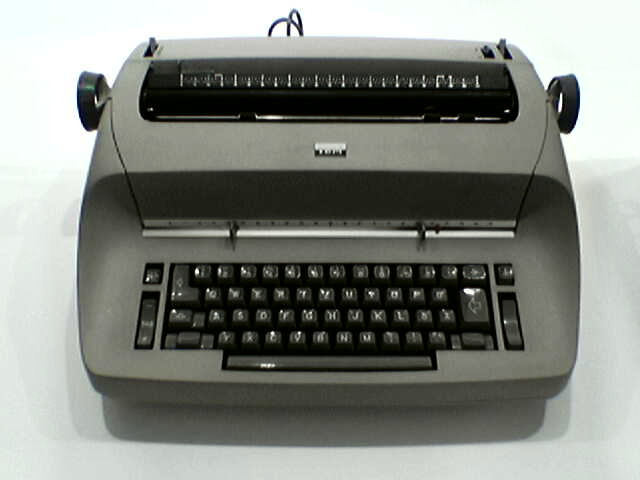
Электрическая пишущая машинка «IBM Selectric», 1961 г.

Двухцветная лента позволяет печатать, при необходимости, отличным от чёрного цветом. Устройство смены цвета может отключить подъём ленты, и машинка переходит в режим бесцветной печати, например, для создания надписи на фольге. При использовании одноцветной ленты устройство смены цвета даёт возможность более полного использования полезной площади красящей ленты, тем самым повышая её ресурс.
Плёночная (однопроходная) лента обеспечивает более высокое качество оттиска по сравнению с тканевой. В то же время она более дорогостоящая и создаёт угрозу информационной безопасности за счёт видимости на ней печатавшейся информации вследствие полного перехода красителя на бумагу.
Функция коррекции позволяет исправлять опечатки встроенными средствами пишущей машинки с использованием дополнительной корректирующей ленты. Впервые реализована в 1973 г. на электромеханической машинке IBM Correcting Selectric. Лента типа «Lift-Off» работает за счёт обратного переноса красителя с бумаги на корректирующую ленту и используется только с корректируемой плёночной лентой. Лента типа «Cover-Up» закрашивает оттиск белым красителем аналогично канцелярскому ленточному корректору. Механизм коррекции позволяет применять любой тип корректирующей ленты. Функция коррекции используется только на электромеханических и электронных пишущих машинках. На электромеханической машинке клавиша коррекции сдвигает каретку назад и переключает машинку в режим коррекции, в котором производится повторный набор текста с использованием корректирующей ленты вместо красящей. На электронных пишущих машинках функция коррекции основана на встроенной памяти машинки, нажатие клавиши приводит к автоматическому повтору последних напечатанных символов в обратном порядке с использованием корректирующей ленты.

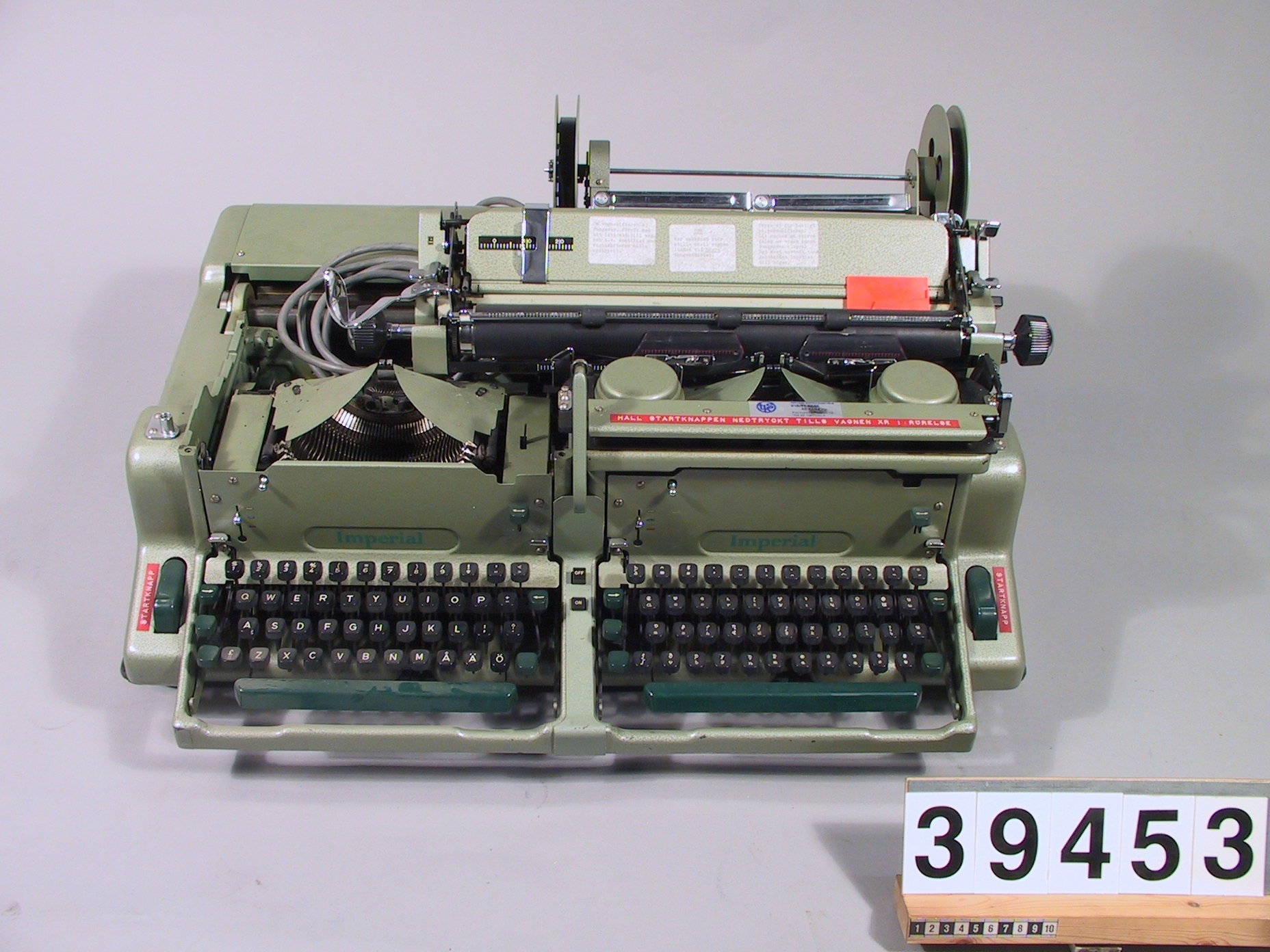
Пишущая машинка с двумя клавиатурами (вторая — для шведских фонетических символов)

В электрической пишущей машинке удар и вспомогательные операции производятся за счёт электропривода, что позволяет нажимать на клавиши с малым усилием и автоматизировать возврат каретки; кроме того, можно напечатать ряд одинаковых символов, просто удерживая клавишу нажатой. В целом скорость печати получается выше, но лишь при использовании слепого десятипальцевого способа печати.
Электронная пишущая машинка является специализированным компьютером. Клавиатура не имеет механической связи с печатающим механизмом, который может быть ромашкового или матричного типа, процессы набора и распечатки текста могут быть разделены во времени. Большинство электронных пишущих машинок имеет сервисные функции, такие как память, базовые возможности редактирования текста, проверка орфографии. Электронная пишущая машинка с развитыми сервисными функциями, дисплеем и возможностью работы со съёмными носителями называется текстовым процессором. Некоторые модели могут быть подключены к компьютеру для использования в качестве принтера.
В печатающем автомате одновременно с печатью текста производится перфорация перфоленты, что позволяет собирать своеобразную библиотеку стандартных документов — печатающий автомат может потом распечатать текст с перфоленты; кроме того, разрезая и склеивая перфоленту, можно «редактировать» набранный текст.
В печатно-наборной машине используется пропорциональный, а не фиксированный шрифт; кроме того, вместо чернильной ленты используется лента копировальной бумаги. В результате получается очень чёткий текст типографского вида, с которого можно фотографическим способом изготовить печатные формы, избежав, таким образом, традиционного процесса набора.
Многоклавиатурная пишущая машинка представляет собой несколько печатающих машинок, поставленных рядом и соединённых так, что каретка может переезжать с одной машинки на другую. Это позволяет печатать, например, поочерёдно латиницей и кириллицей. Из-за громоздкости использовались редко — обычно текст на «чужом» алфавите вписывали от руки.
Конструкторская пишущая машинка используется для нанесения надписей на чертежах; обычно устанавливается на линейке кульмана.
В 1932 году американская изобретательница Бьюла Луиза Генри изобрела протограф — пишущую машинку, делающую до четырёх копий текста при печати без использования копировальной бумаги.

## Применение

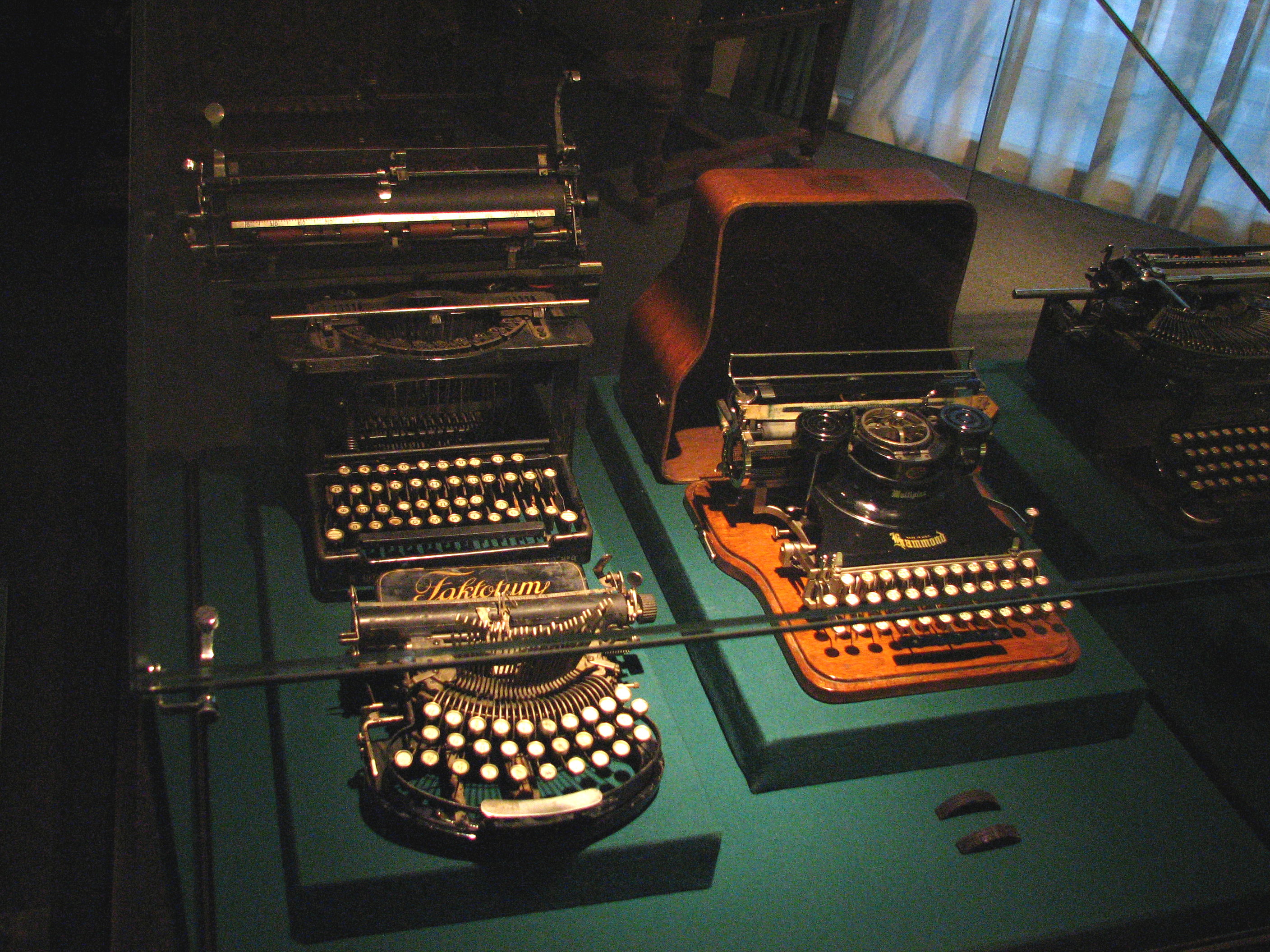
Дореволюционные импортные печатные машинки Hammond, Remington, Faktotum (своих в России не производили) в футлярах и без

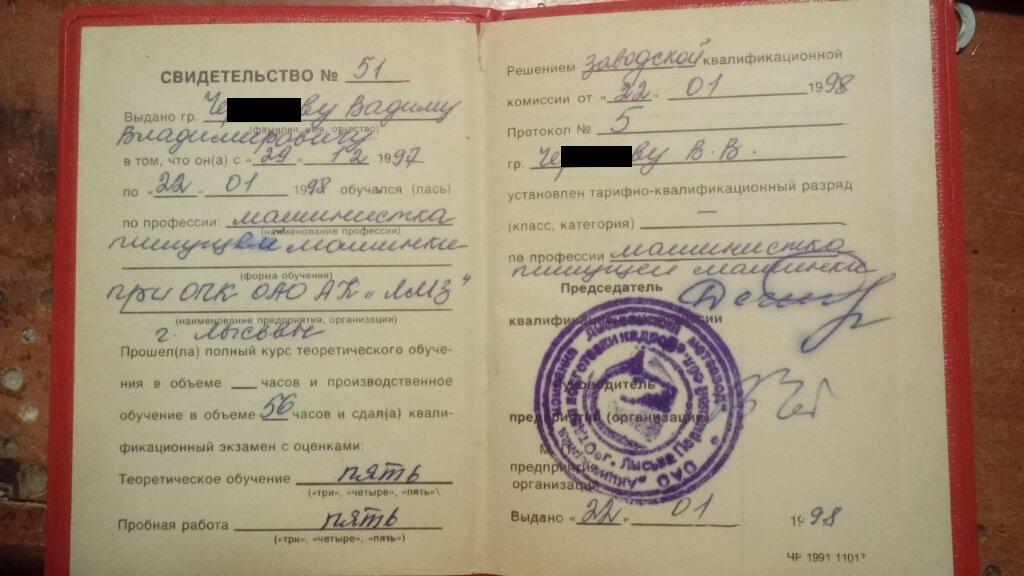
Даже в удостоверениях, выданных мужчинам, профессия официально именуется «машинистка»

На протяжении значительной части XX века почти все официальные документы, исходящие от государственных инстанций (и их внутренний документооборот), печатались на машинке. При этом в СССР заявления, расписки и автобиографии граждан писались от руки; от руки часто составлялись и протоколы. Также издательства требовали приносить рукописи в машинописном виде, что намного облегчило труд наборщиков, которым теперь не требовалось разбирать зачастую непонятный почерк авторов.
Перепечатка рукописных текстов на пишущей машинке была делом специальных работников — машинисток (поскольку профессия была преимущественно женской, мужской вариант термина не прижился); ранее их также называли ремингтонистками или ремингтонистами (по марке машинок «Ремингтон»). Работы по печати документов на пишущих машинках назывались машинописными работами и выполнялись в специальных организациях или отделах («машинописных бюро»).
Начиная с последней трети XX века принтеры и электронный документооборот стали постепенно заменять пишущие машинки. Однако применение последних до сих пор считается целесообразным в ряде областей — например, для подготовки секретных документов, где отсутствие цифровой копии текста является преимуществом, поскольку затрудняет утечку информации. Также пишущие машинки используются в пенитенциарной системе заключёнными, для чего выпускаются модели в прозрачном корпусе, обеспечивающем возможность досмотра.
В музыке пишущая машинка может применяться как шумовая перкуссия; к наиболее известным музыкальным произведениям с использованием пишущей машинки относится «Пьеса для пишущей машинки с оркестром» (англ. The Typewriter, 1950).

## Машинописный текст

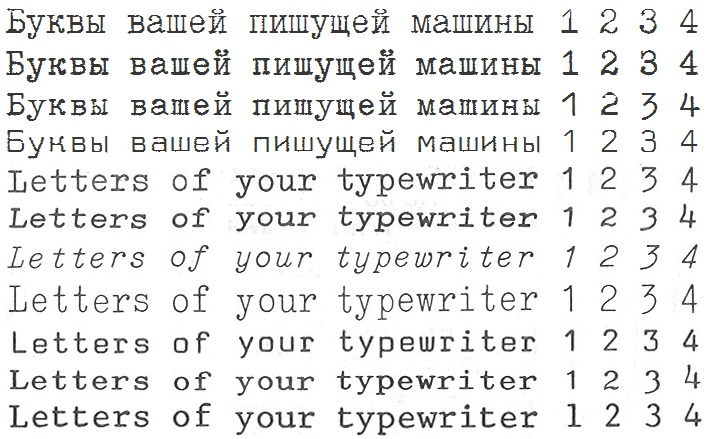
Образцы классических моноширинных шрифтов пишущих машин, наиболее часто встречающихся на пишущих машинах разных производителей

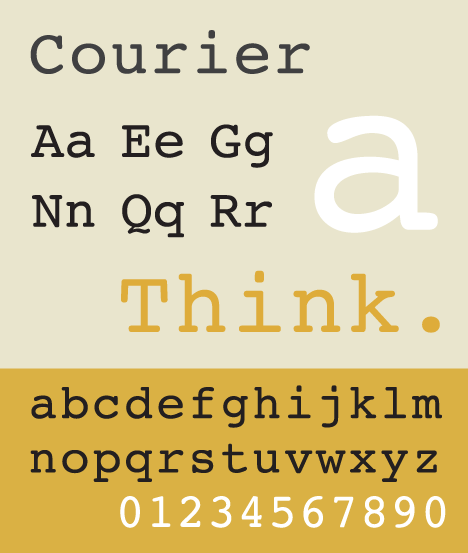
Шрифт «Курьер»

Машинописный текст имеет характерные особенности:
- чаще всего все знаки занимают на бумаге равное пространство, однако существуют и машины с пропорциональными шрифтами. Например, такими являлись механические машины «Graphika» от итальянской компании Olivetti, а также некоторые электронные и электрические решения от IBM.
- из-за ограниченного набора символов часть символов совмещалась — например, не различаются левые и правые кавычки, совмещены дефис, тире и минус. На портативных машинках также могли заменяться цифры сходными по начертанию буквами: 0 (ноль) на заглавную О; 1 (единица) на заглавную I (и) или строчную l (эль); 3 (три) на заглавную З (зэ). Всё это позволяло упростить конструкцию пишущей машинки.

При создании телетайпов и компьютерных принтеров эти особенности были повторены — также в целях упрощения аппаратуры и ПО. Многие ранние текстовые процессоры (например, «Лексикон», «ChiWriter») были ориентированы на имитацию машинописного текста — отчасти потому, что оформление многих документов регламентировалось государственными стандартами, созданными в эпоху пишущих машинок.
В основе компьютерных шрифтов семейства «Курьер» (Courier), используемых как моноширинные шрифты по умолчанию во многих операционных системах, лежит шрифт пишущей машинки. Кроме этого, существуют дизайнерские шрифты, имитирующие «грязный» текст, отпечатанный на реальной пишущей машинке (например, «Трикси»).
Механические пишущие машинки позволяли получать текст с различными интервалами между строками: одинарный, полуторный, двойной, и т. д. Понятие межстрочного интервала в настоящее время применяется и в текстовых процессорах. В нормативных документах и стандартах, регламентирующих оформление текстовых документов, по сей день применяется понятие «интервал пишущей машинки» («машинописный интервал»), который численно равен расстоянию между базовыми линиями, делённому на высоту знакоместа.

## Галерея

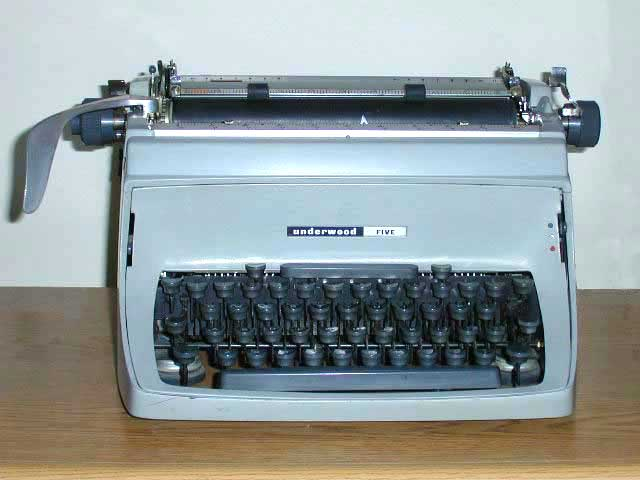
Механические настольные пишущие машинки, такие как Тачмастер Файв, были давними стандартами государственных учреждений, отделов новостей и офисов
- Видео об истории пишущих машинок и о том, как они работают
- Видео, показывающее работу пишущей машинки
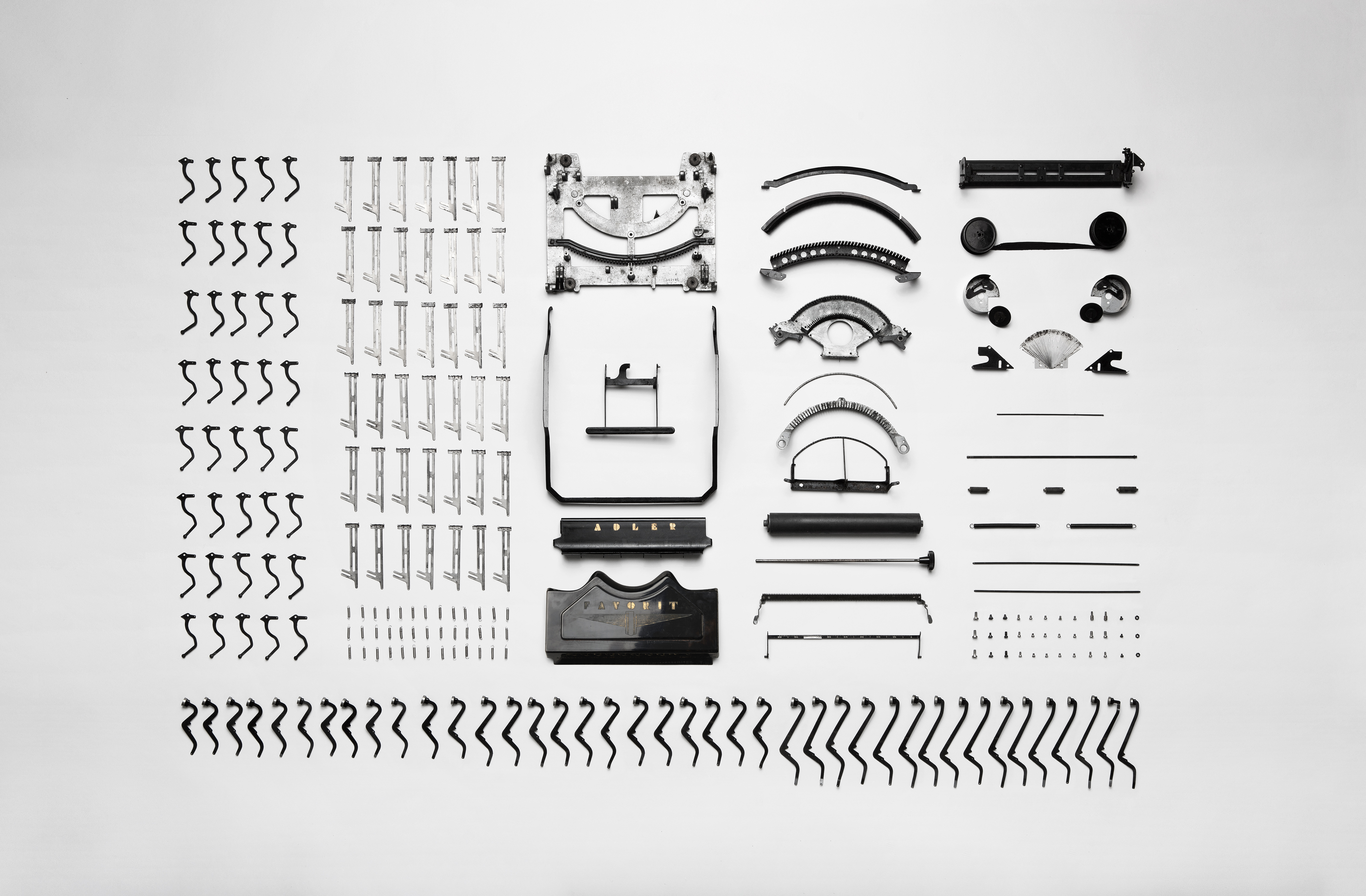
Разобранные детали механической машинки Адлер Фаворит
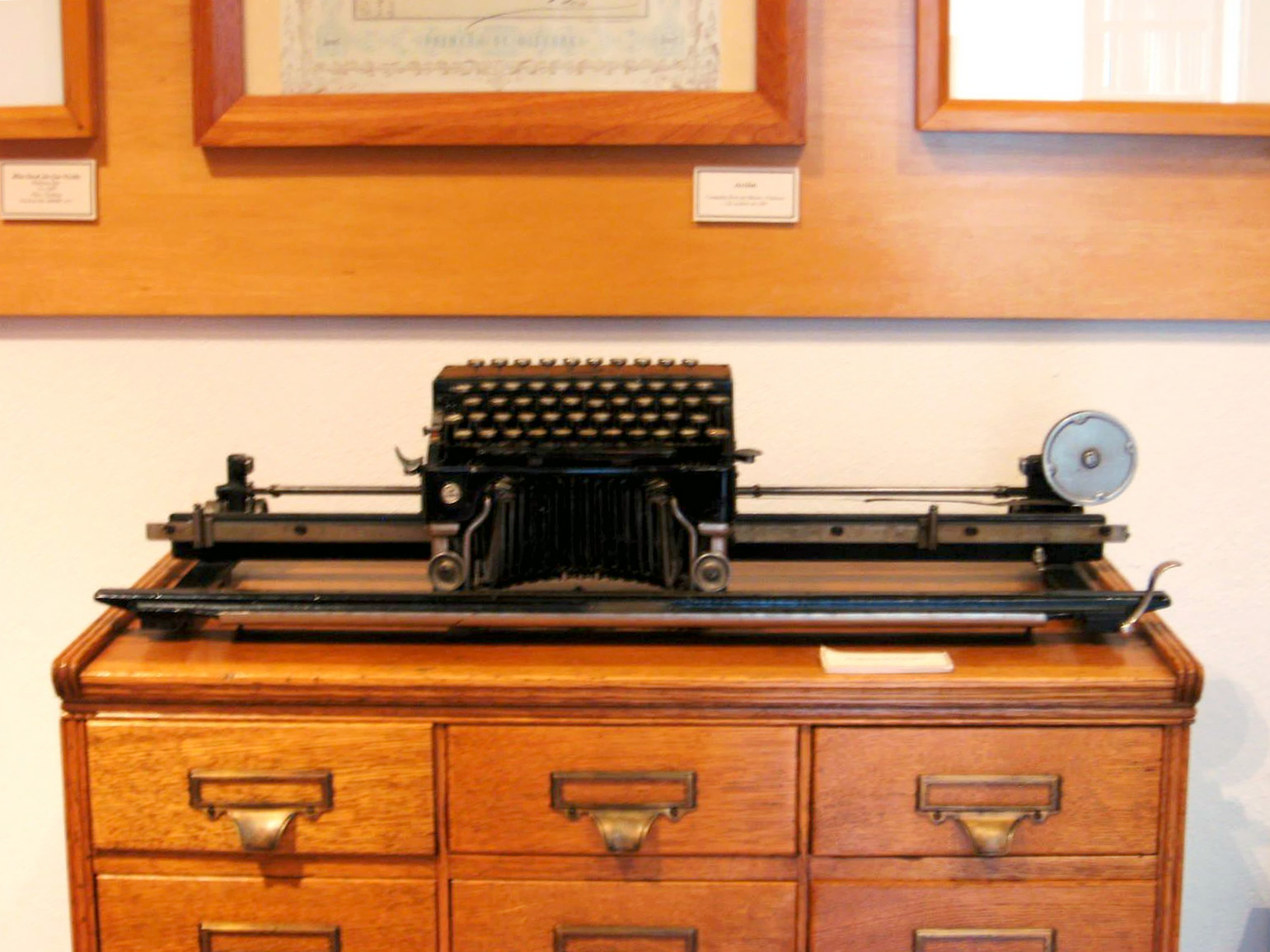
Книжная машинка Эллиотта-Фишера, экспонирующаяся в Историческом архиве и Музее горного дела в Пачуке, Мексика
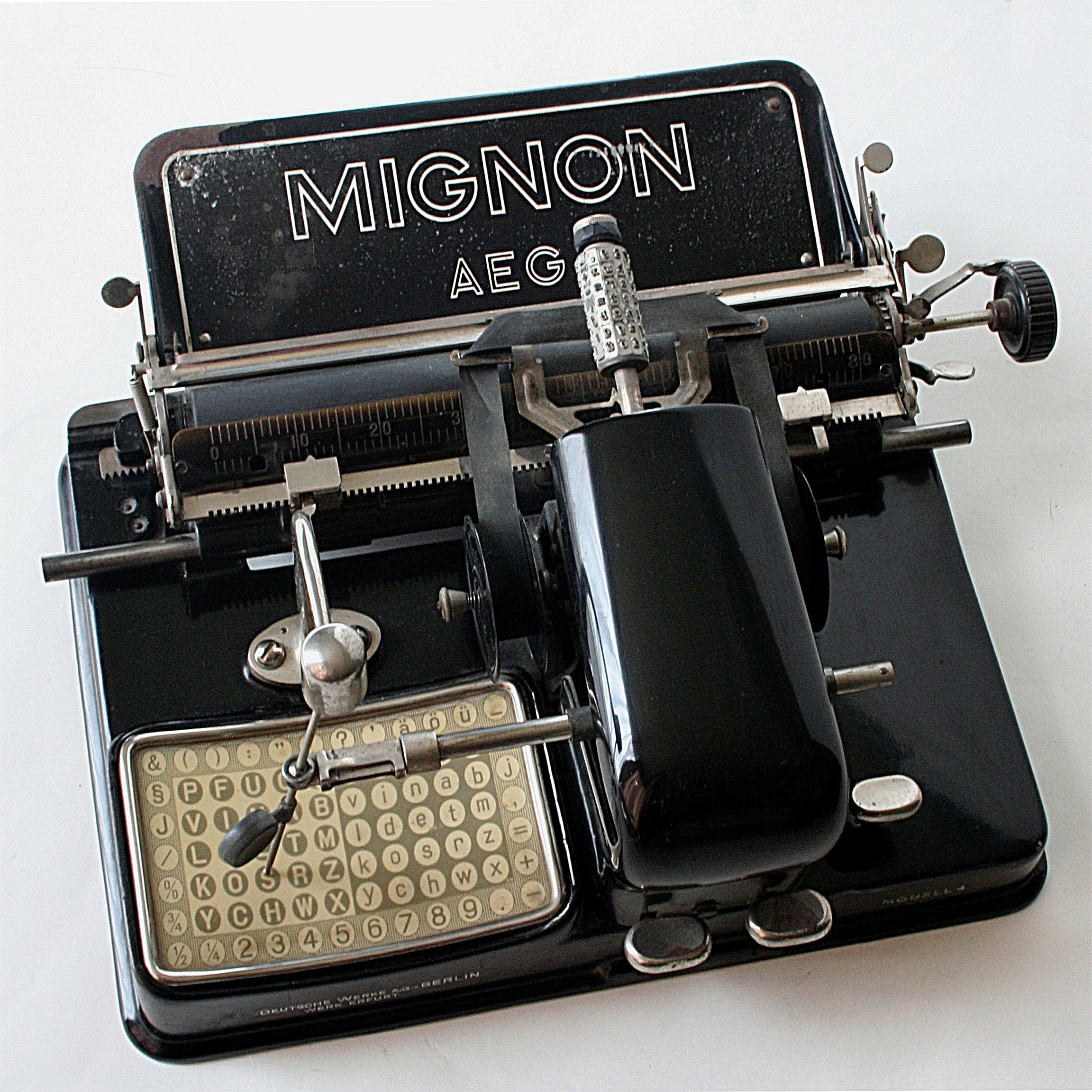
Пишущая машинка Миньон Модель 4 с 1924 года
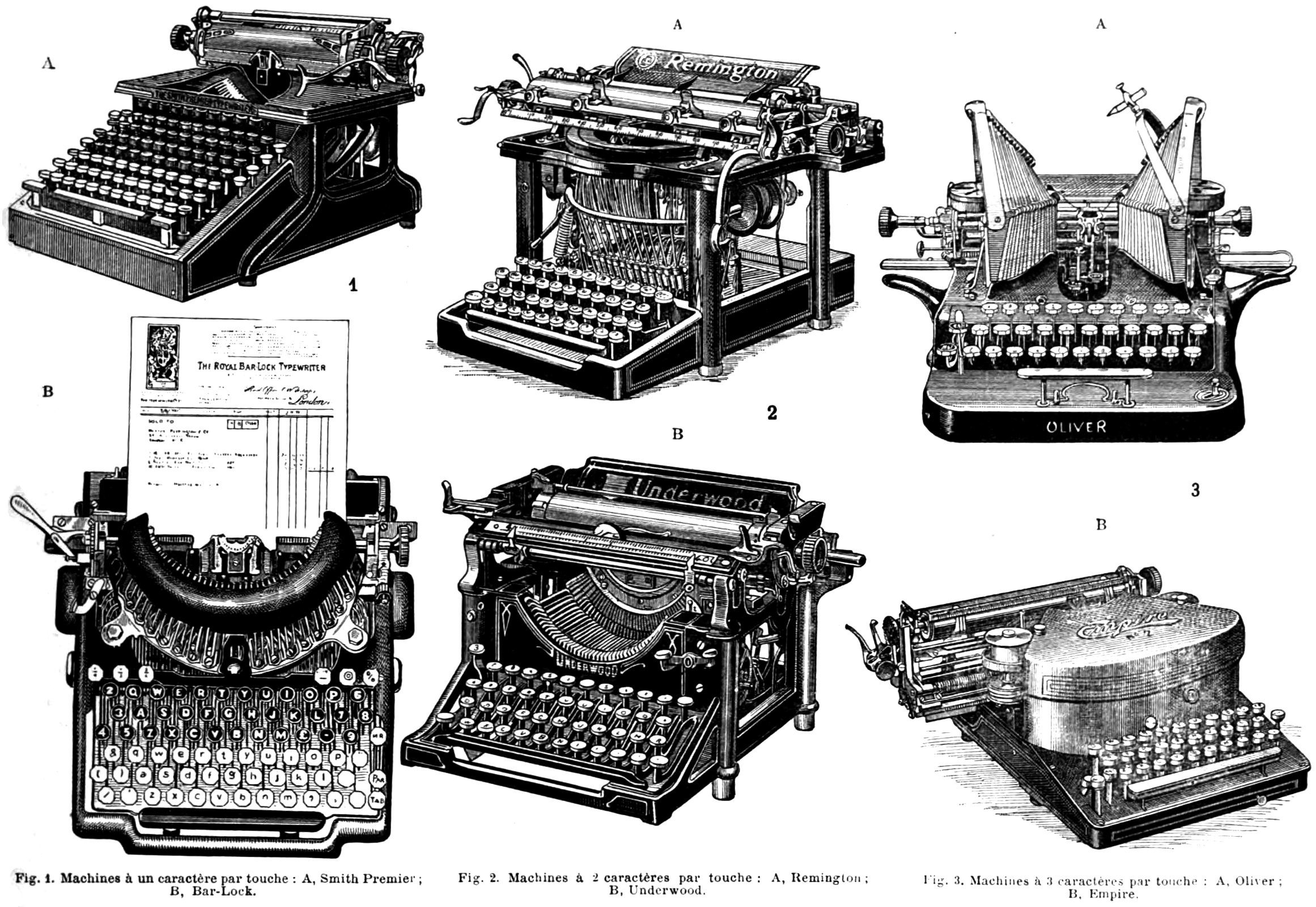
Сравнение полнотекстовых, односменных и двухсменных пишущих машинок в 1911 году
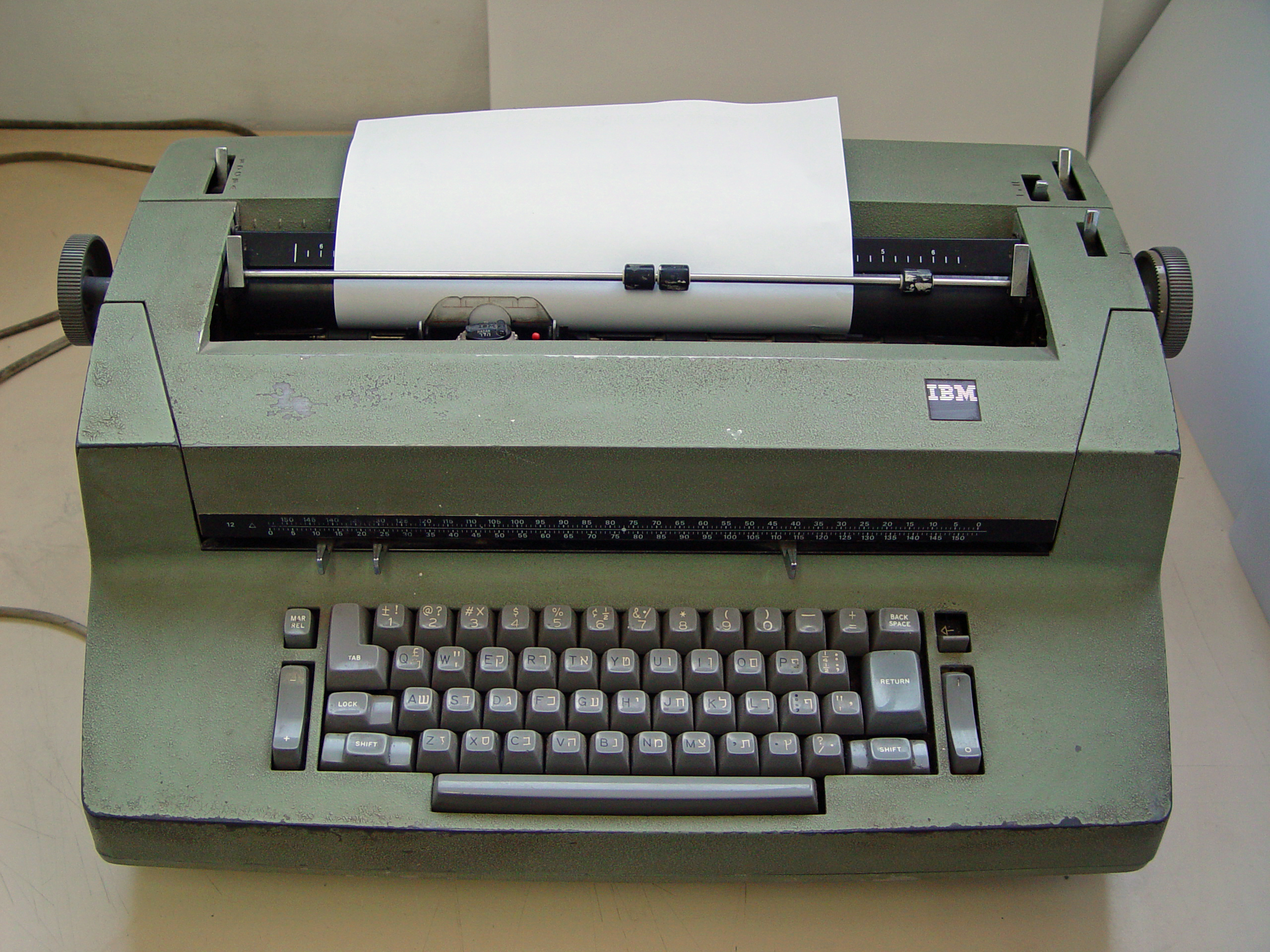
IBM Selectric II (двойная латиница/иврит, шрифт и клавиатура)
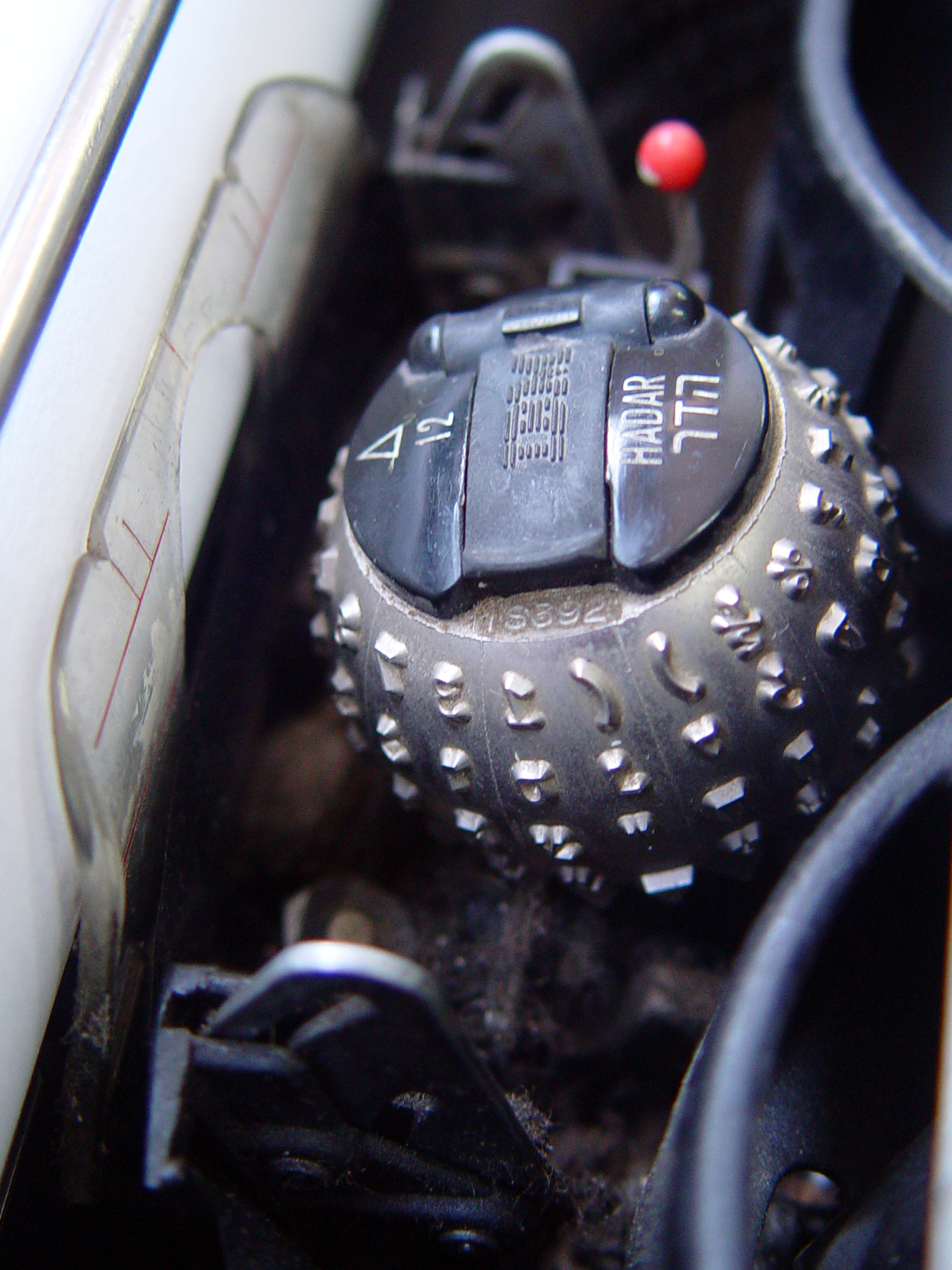
IBM Selectric II, двойная латиница/иврит, шрифт Адар
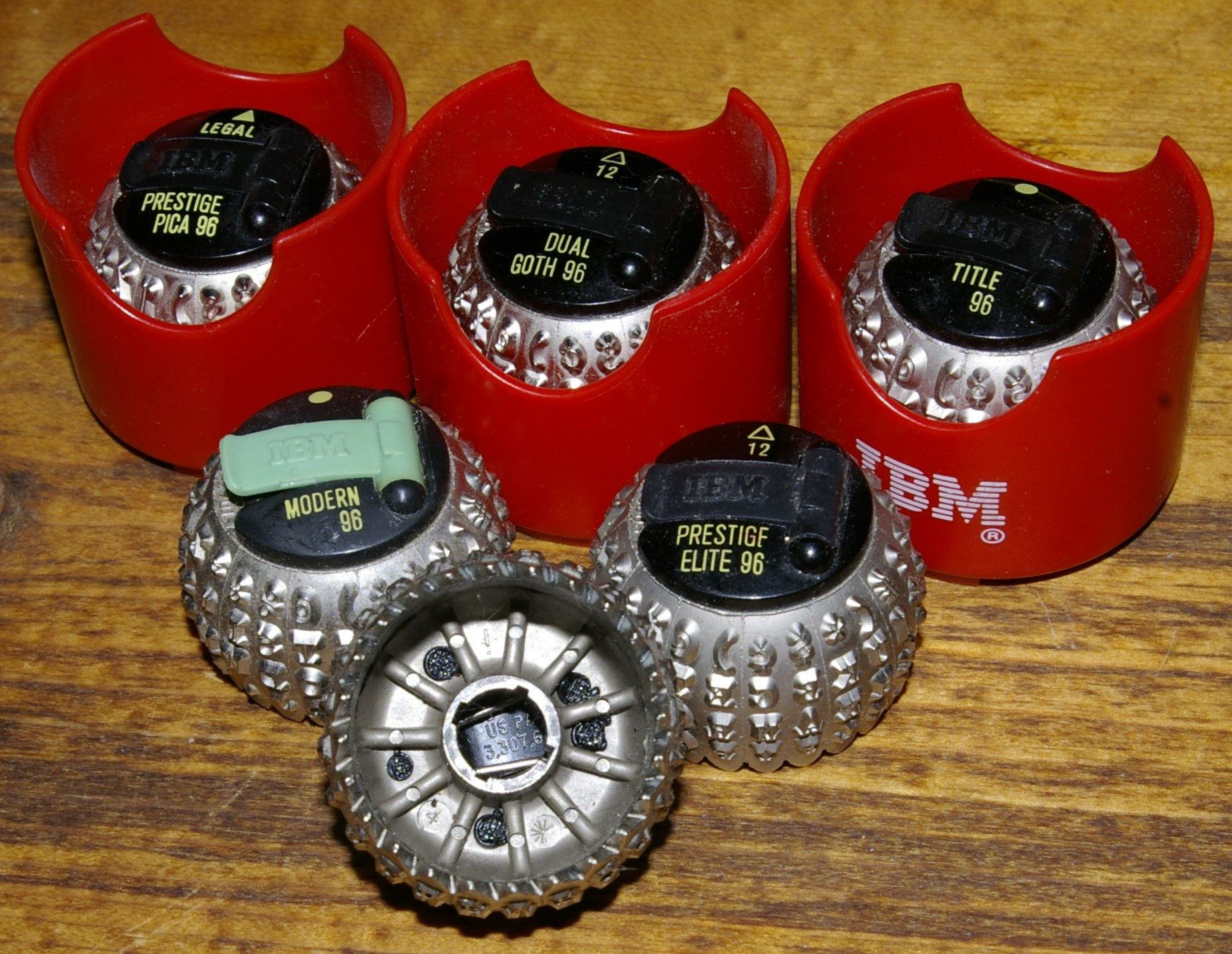
Шрифтоносители — шаровые головки типа IBM с зажимом
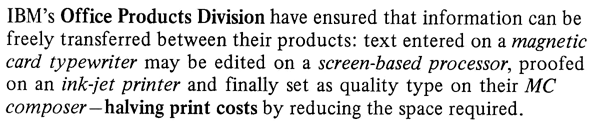
Выходные данные Композитора, показывающие шрифты Roman, жирный[англ.] и курсив, доступные при смене шрифта
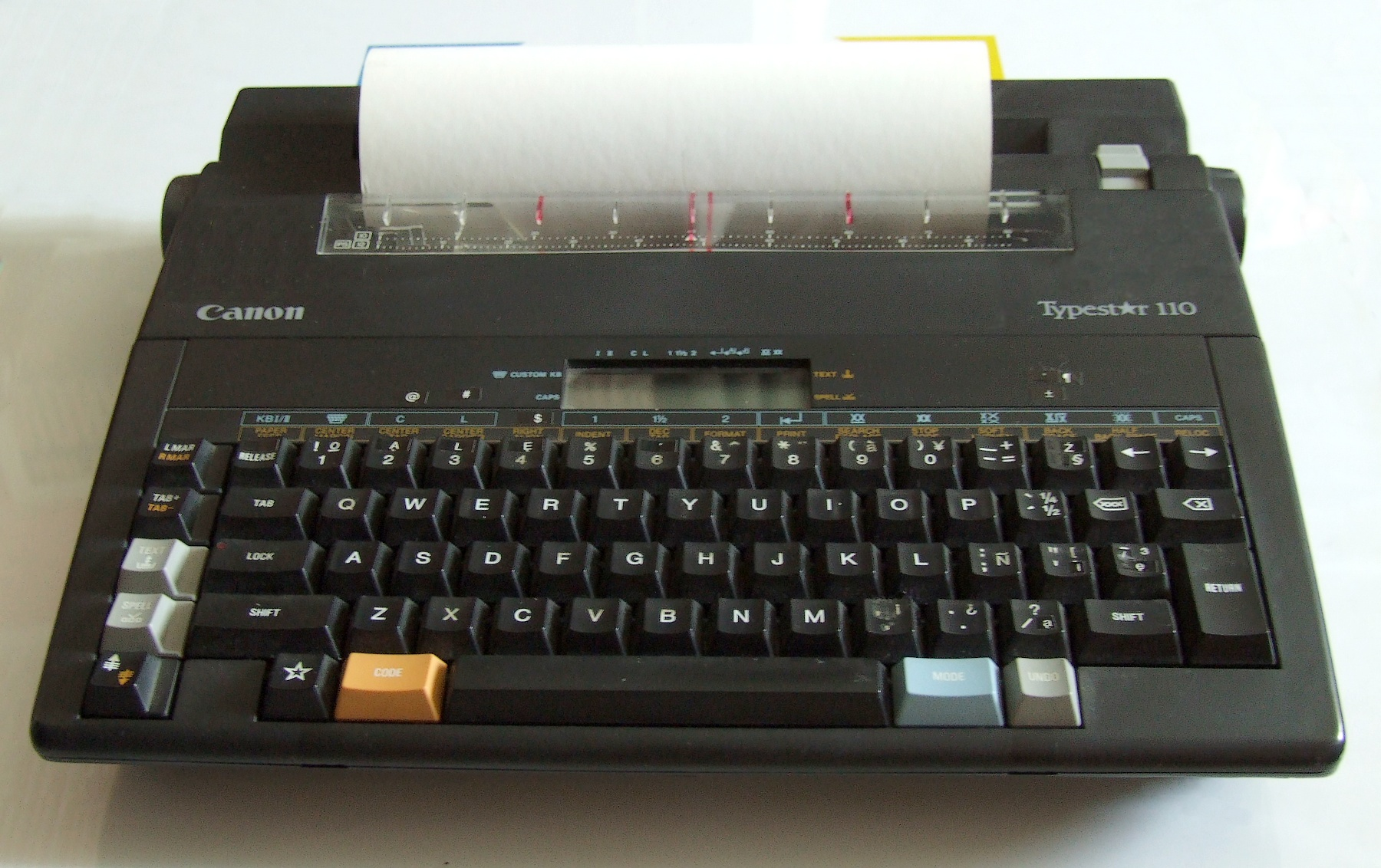
Электронная пишущая машинка — последний этап в развитии пишущей машинки. Canon 1989 Typestar 110
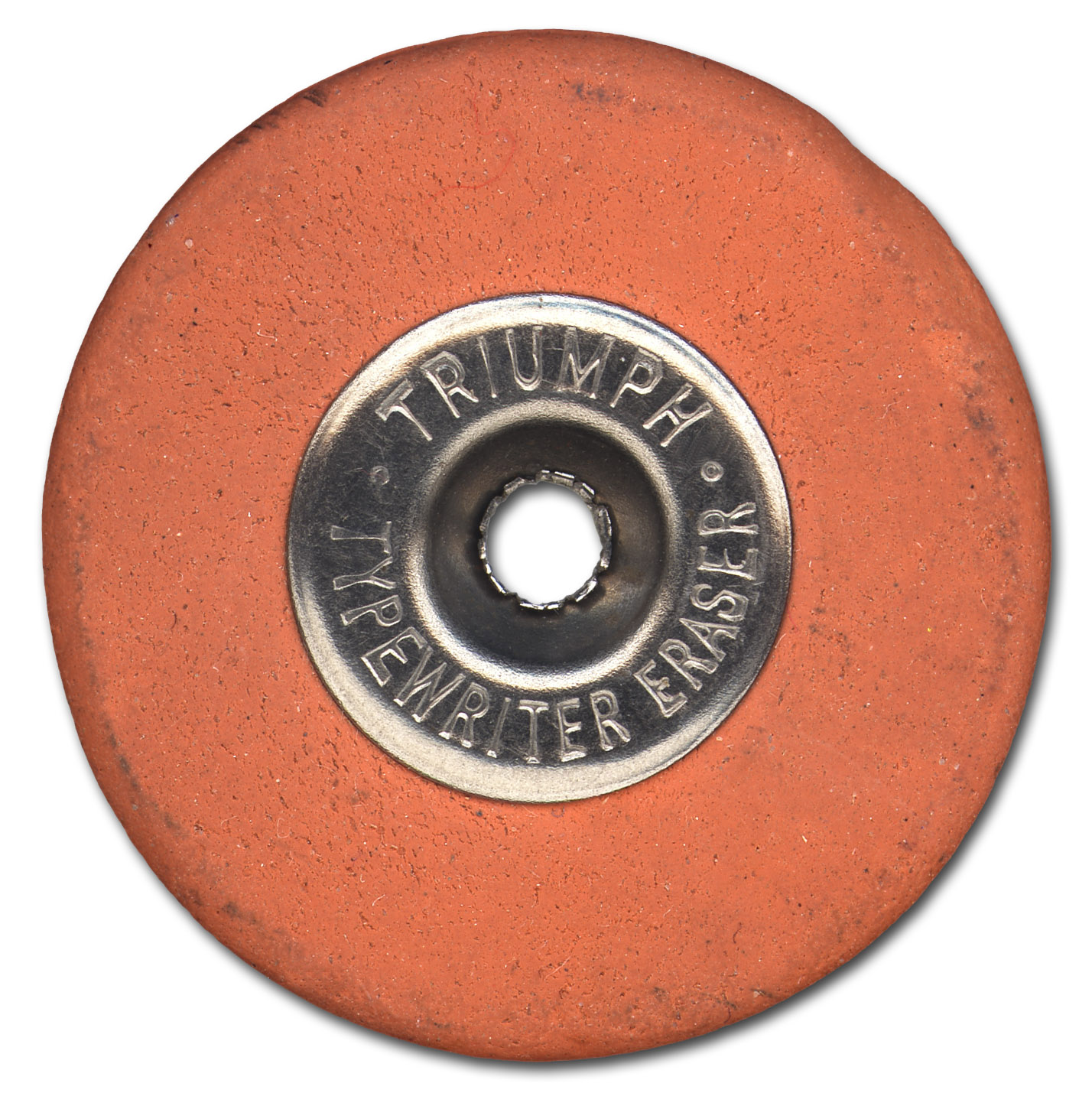
Триумф — стиратель пишущей машинки (1960)
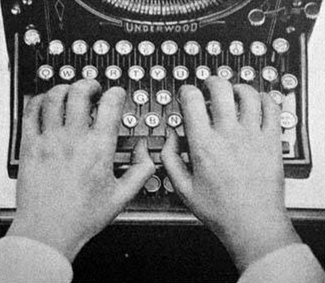
Расположение клавиш QWERTY для пишущих машинок стало стандартом де-факто и продолжает использоваться в течение длительного времени после того, как причины его принятия (включая уменьшение запутывания клавиш/рычагов) перестали применяться.
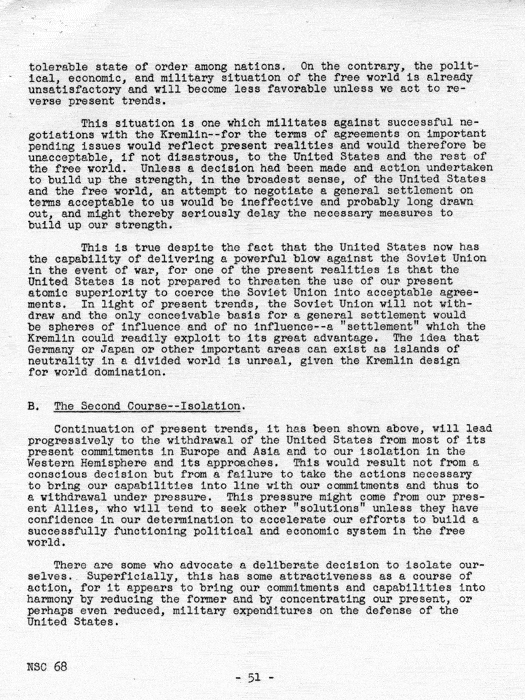
На этой типизированной странице используется ряд типографских соглашений, вытекающих из механических ограничений пишущей машинки: два дефиса вместо тире, интервал между предложениями[англ.], прямые кавычки, отступы табуляции для абзацев и возврат каретки между абзацами
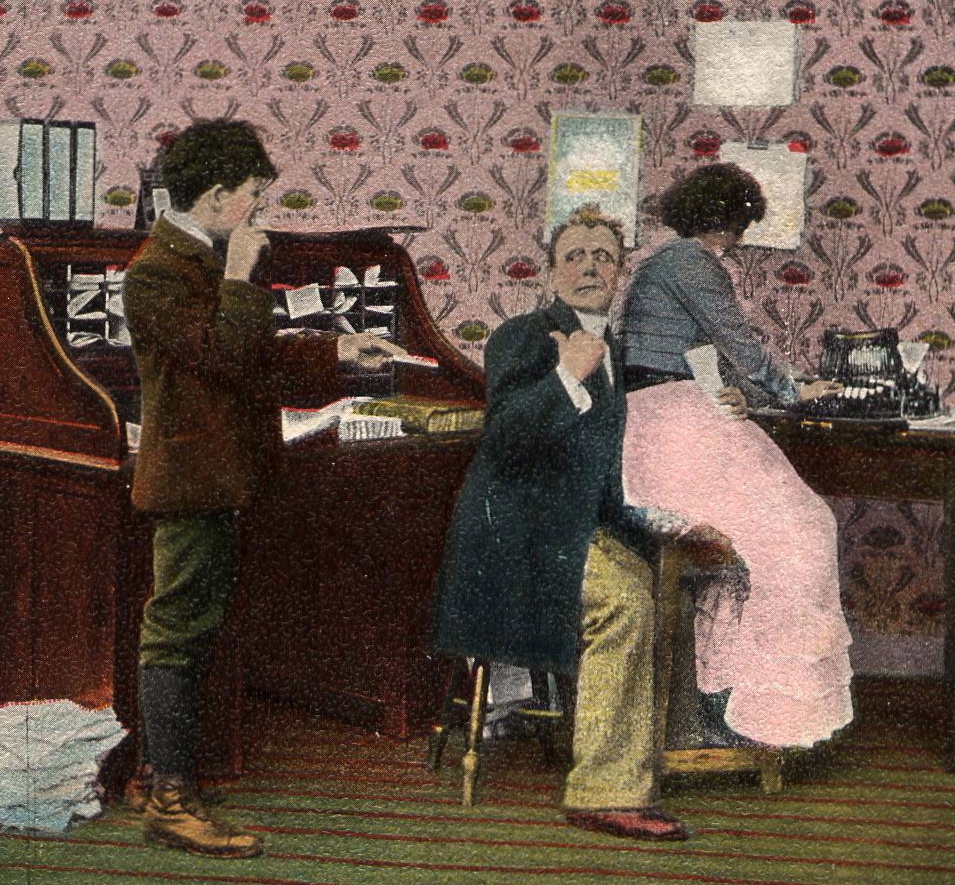
Юмористическая открытка «Убирайся! Разве ты не видишь, я занят» (1900-е годы)
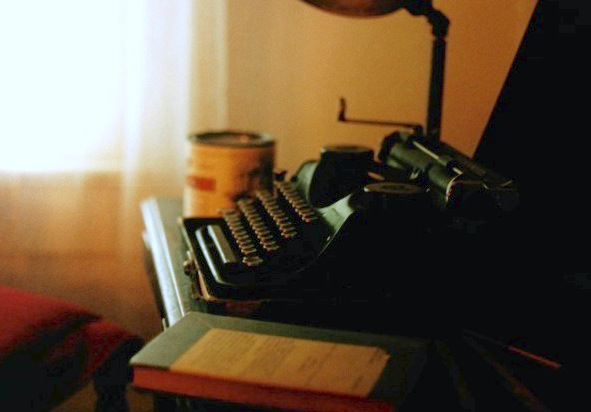
Ундервуд универсальный портативный Уильяма Фолкнера находится в его офисе в Роуэн-Оук[англ.], который в настоящее время поддерживается Университетом Миссисипи в Оксфорде как музей
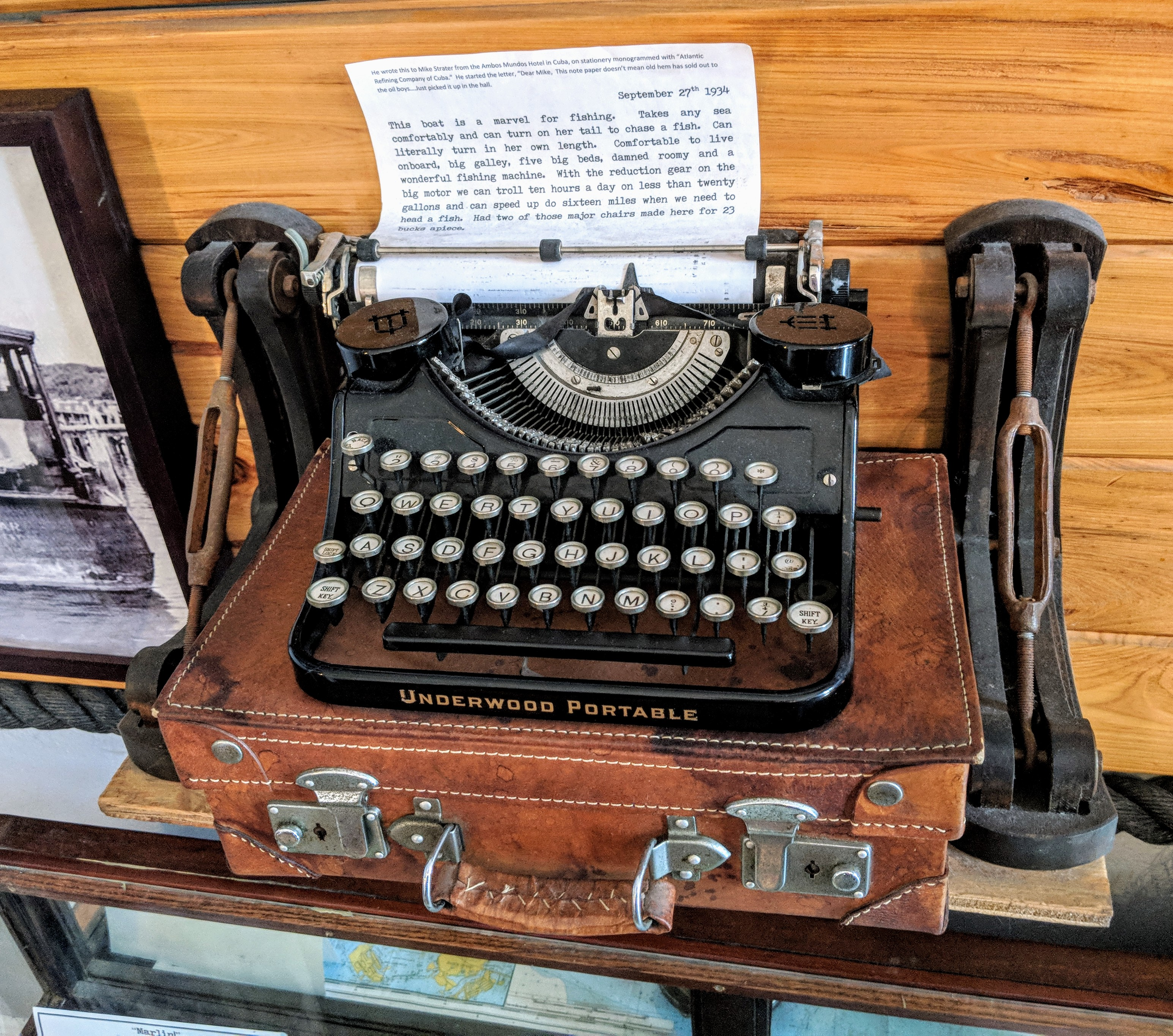
Портативная пишущая машинка, принадлежавшая Эрнесту Хемингуэю
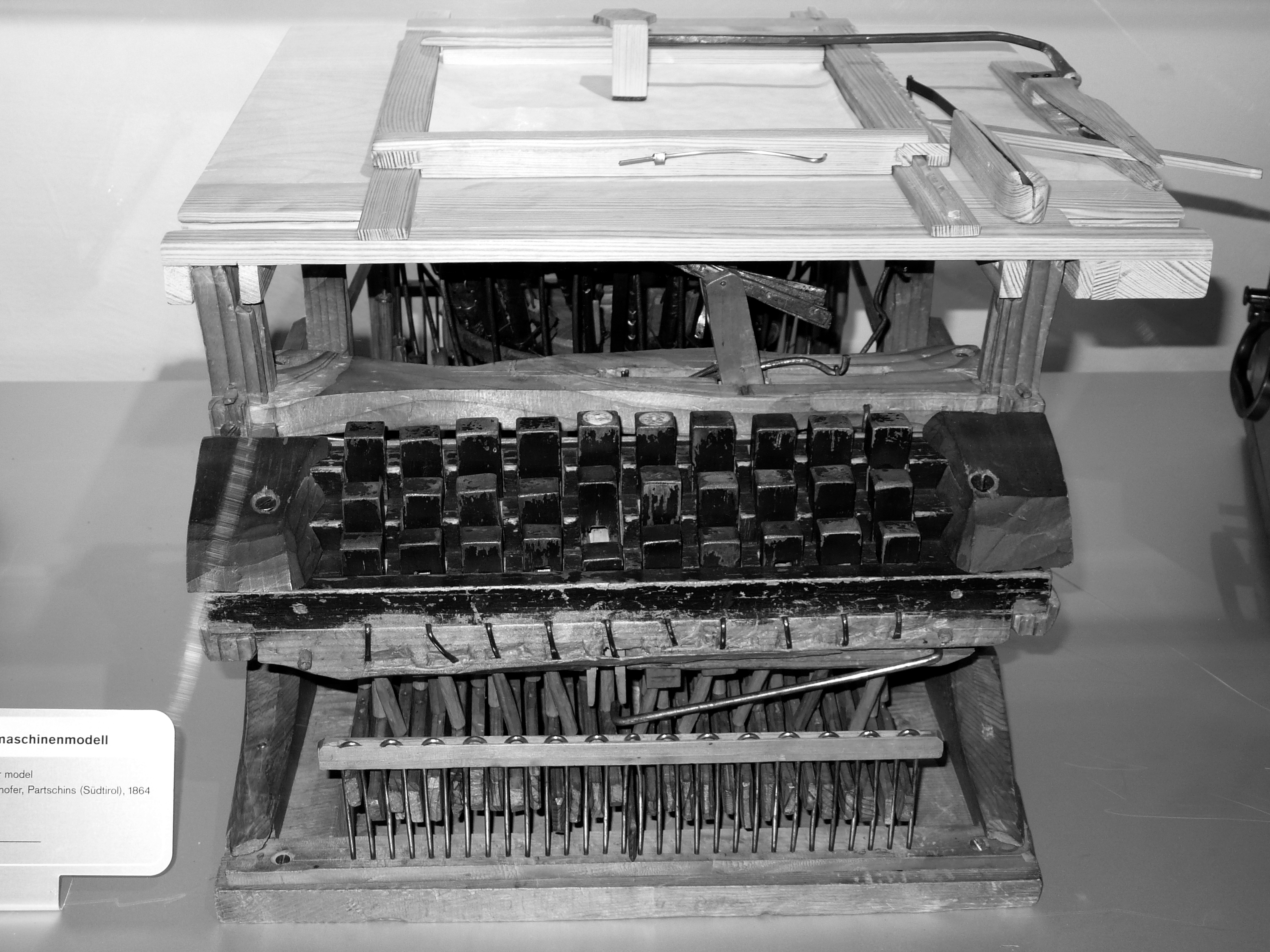
Пишущая машинка Питер Миттерхофер, 1864 г.
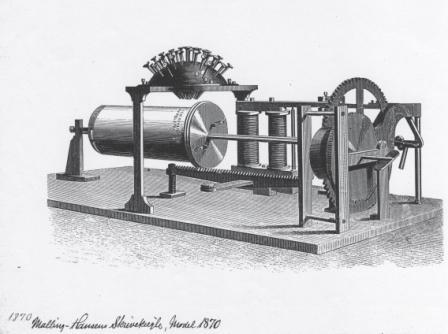
Hansen Writing Ball, изобретённая в 1865 году (модель 1870 года)
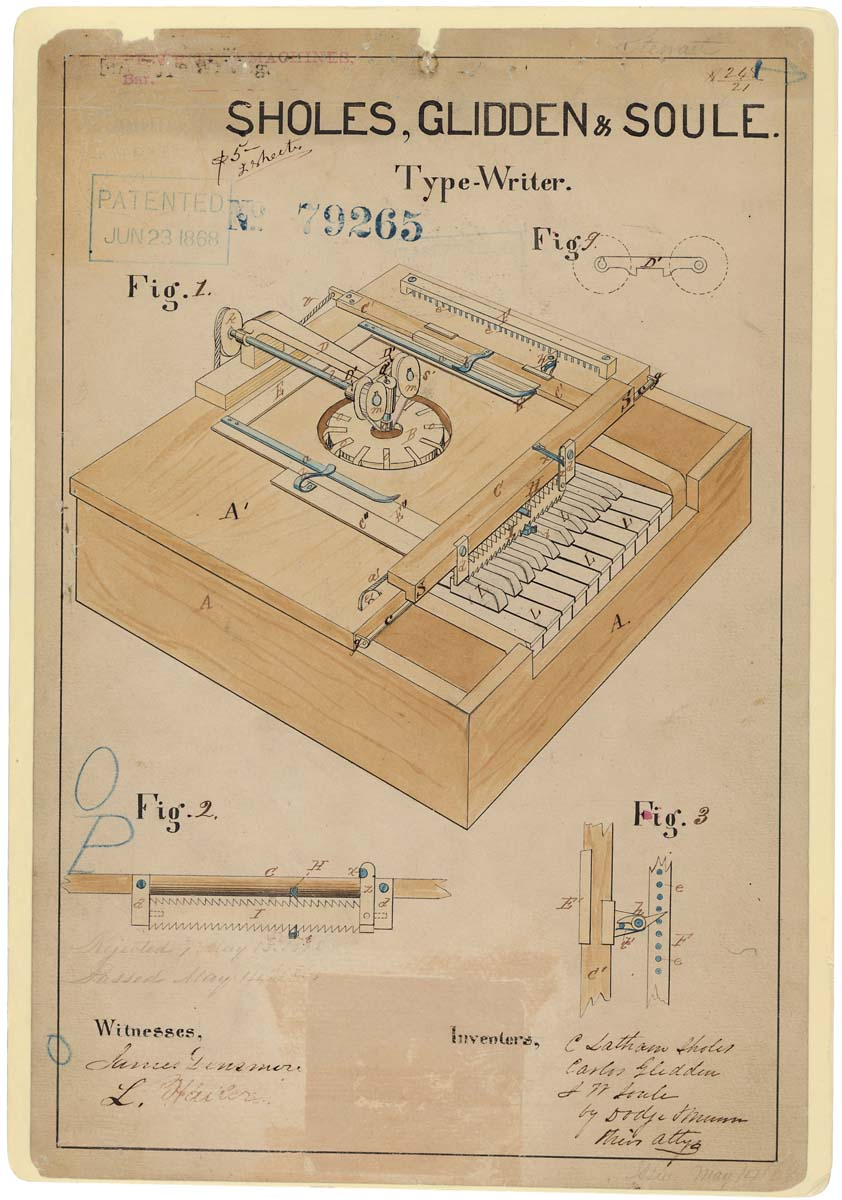
Патентный рисунок[англ.] 1868 г. для машинки Шолес, Глидден и Соул
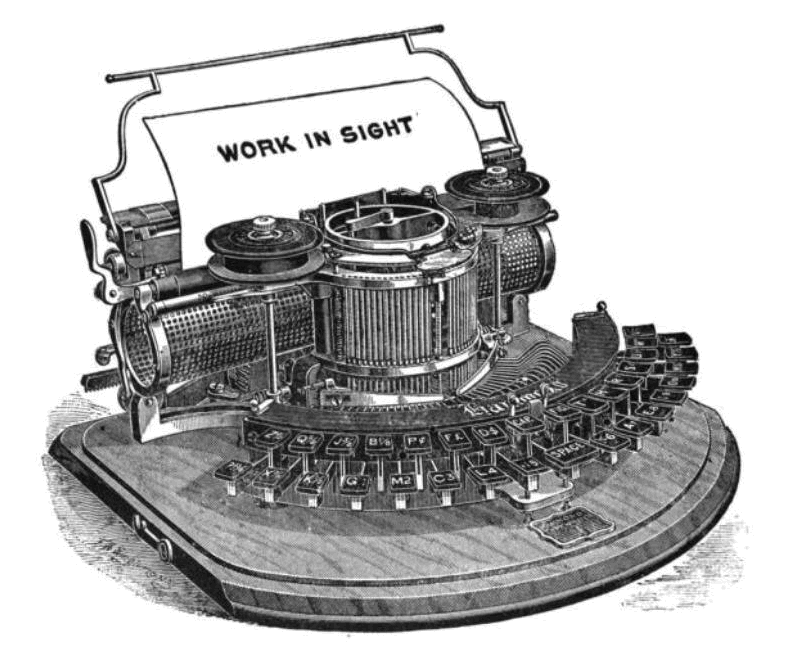
Пишущая машинка Hammond 1B, изобретена в 1870-х годах, изготовлена в 1881 году
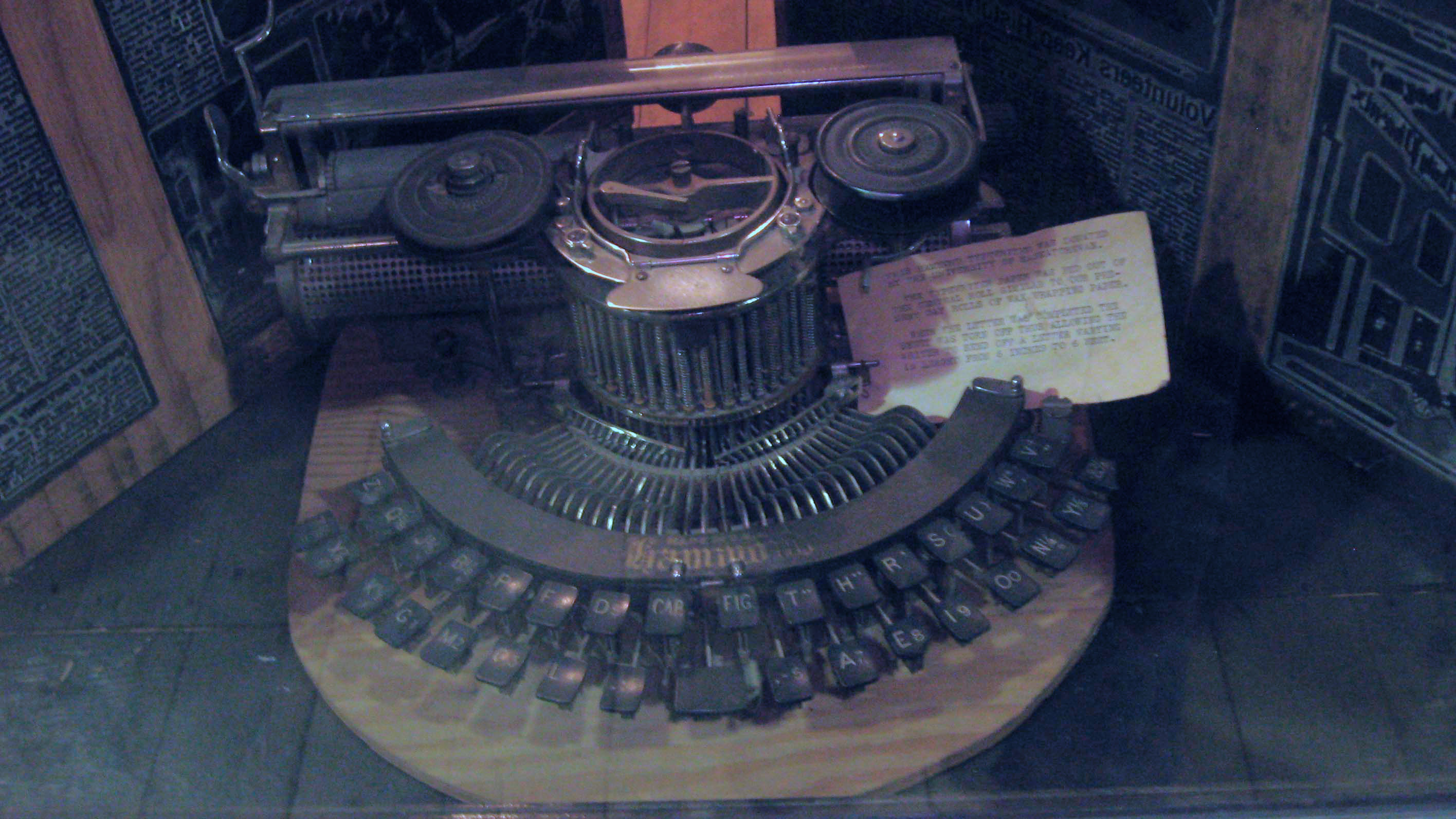
Hammond 1B, используемый газетным офисом в Саскатуне около 1910 г.
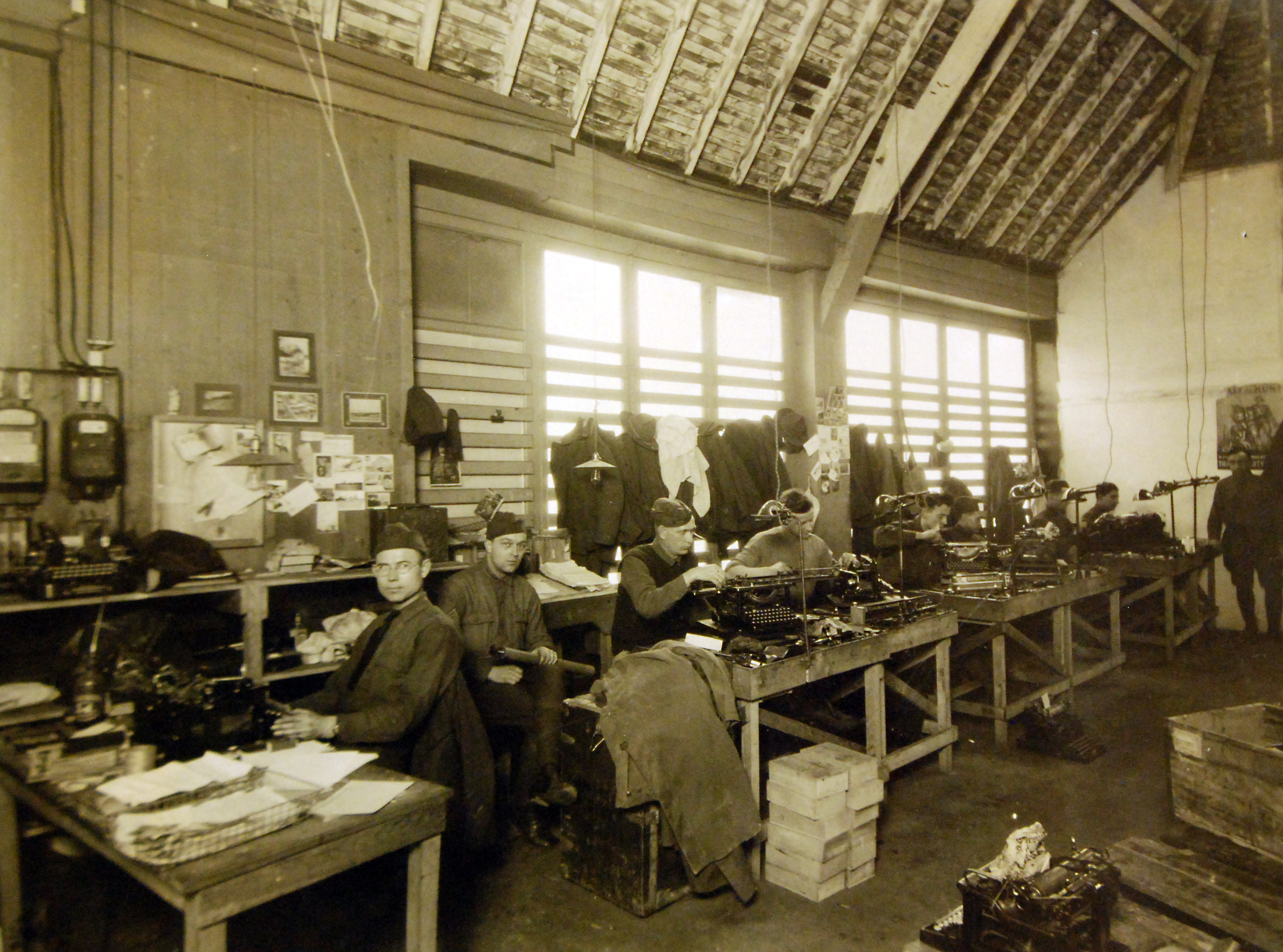
Солдаты армейских интендантов США в ремонтной мастерской пишущей машинки, Тур, Франция, 1919 г.
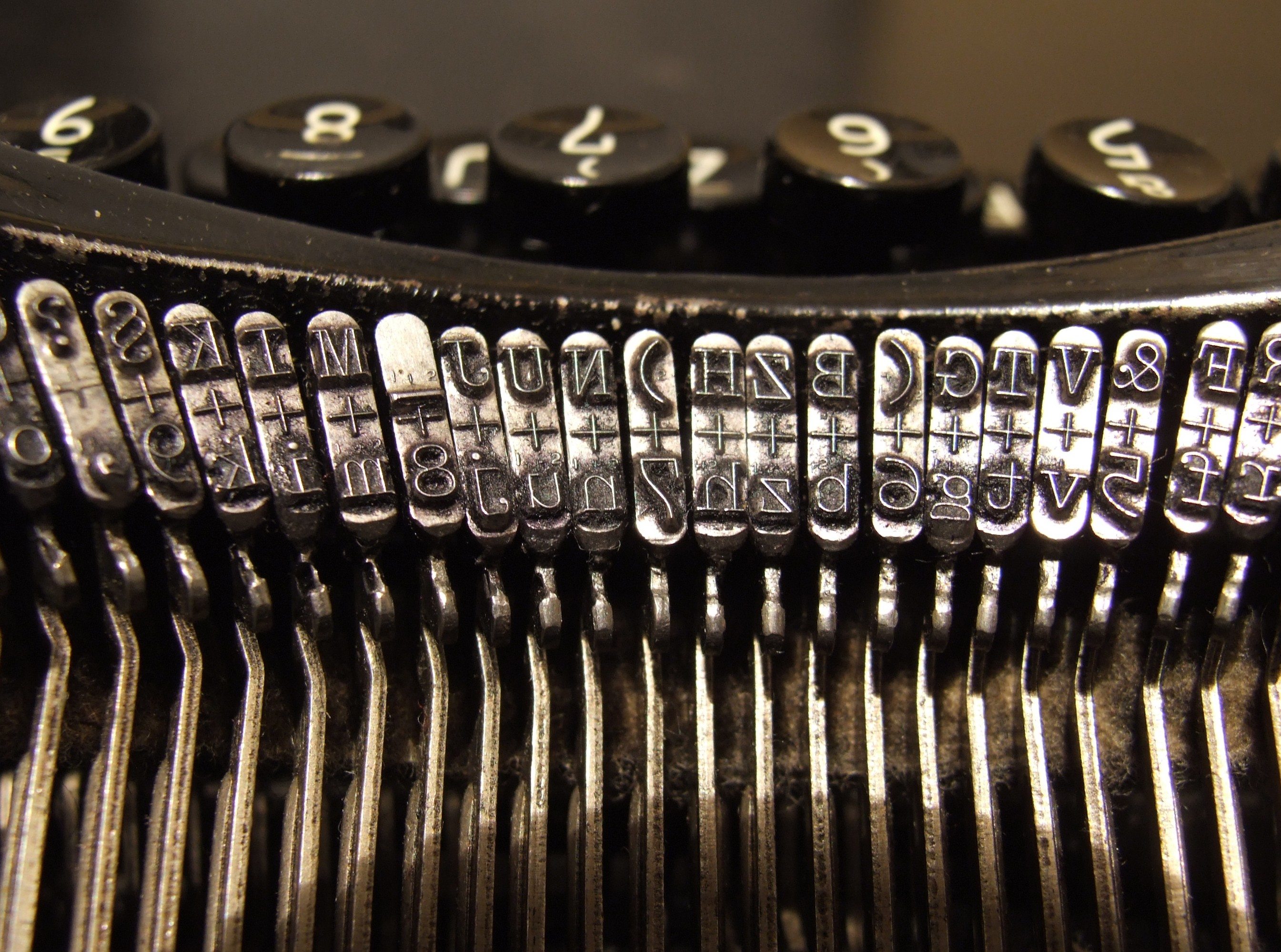
Литеры на шрифтоносителе в пишущей машинке 1920-х годов
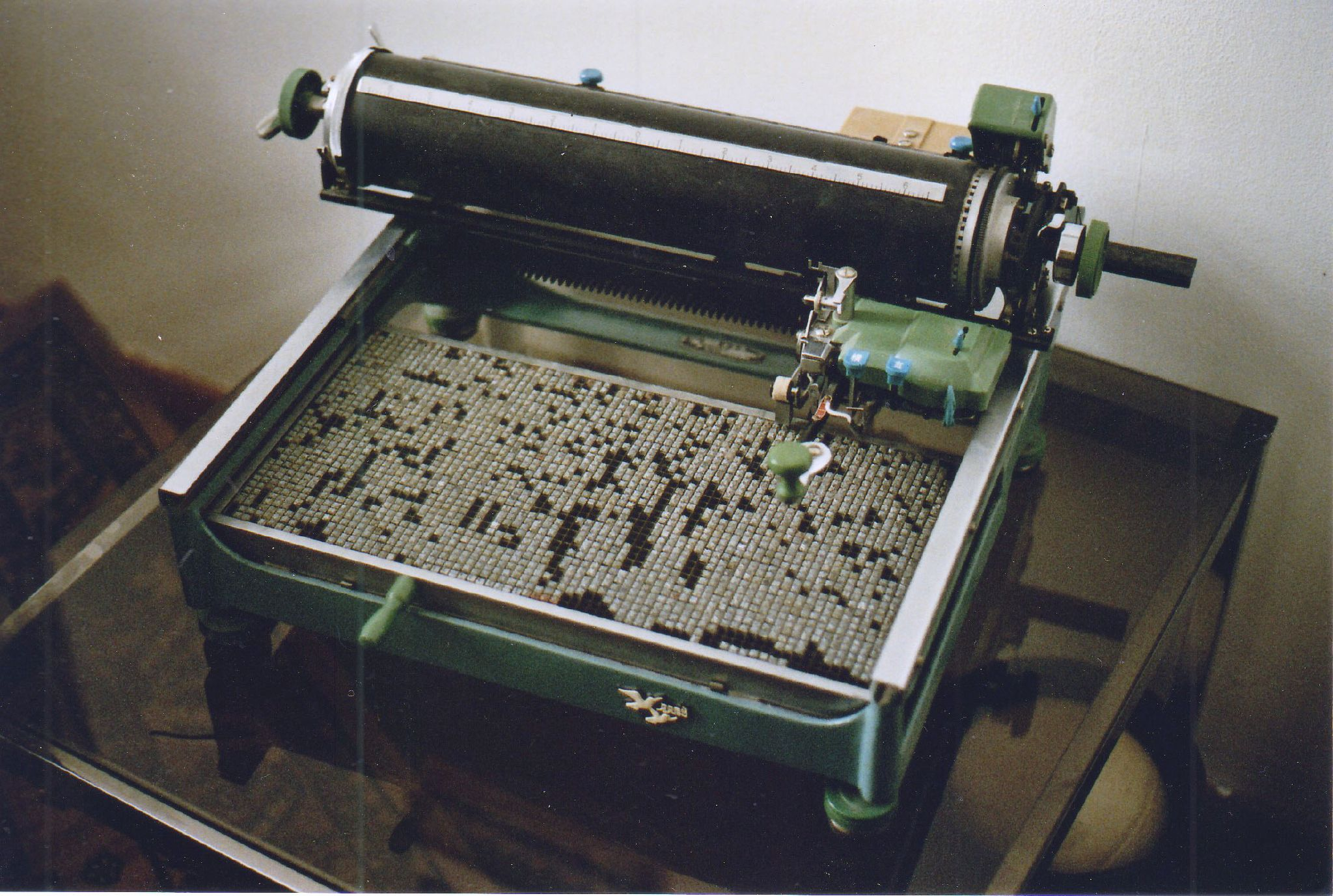
Пишущая машинка с поддержкой китайского шрифта[англ.], произведённая Шуанге, с 2450 знаками
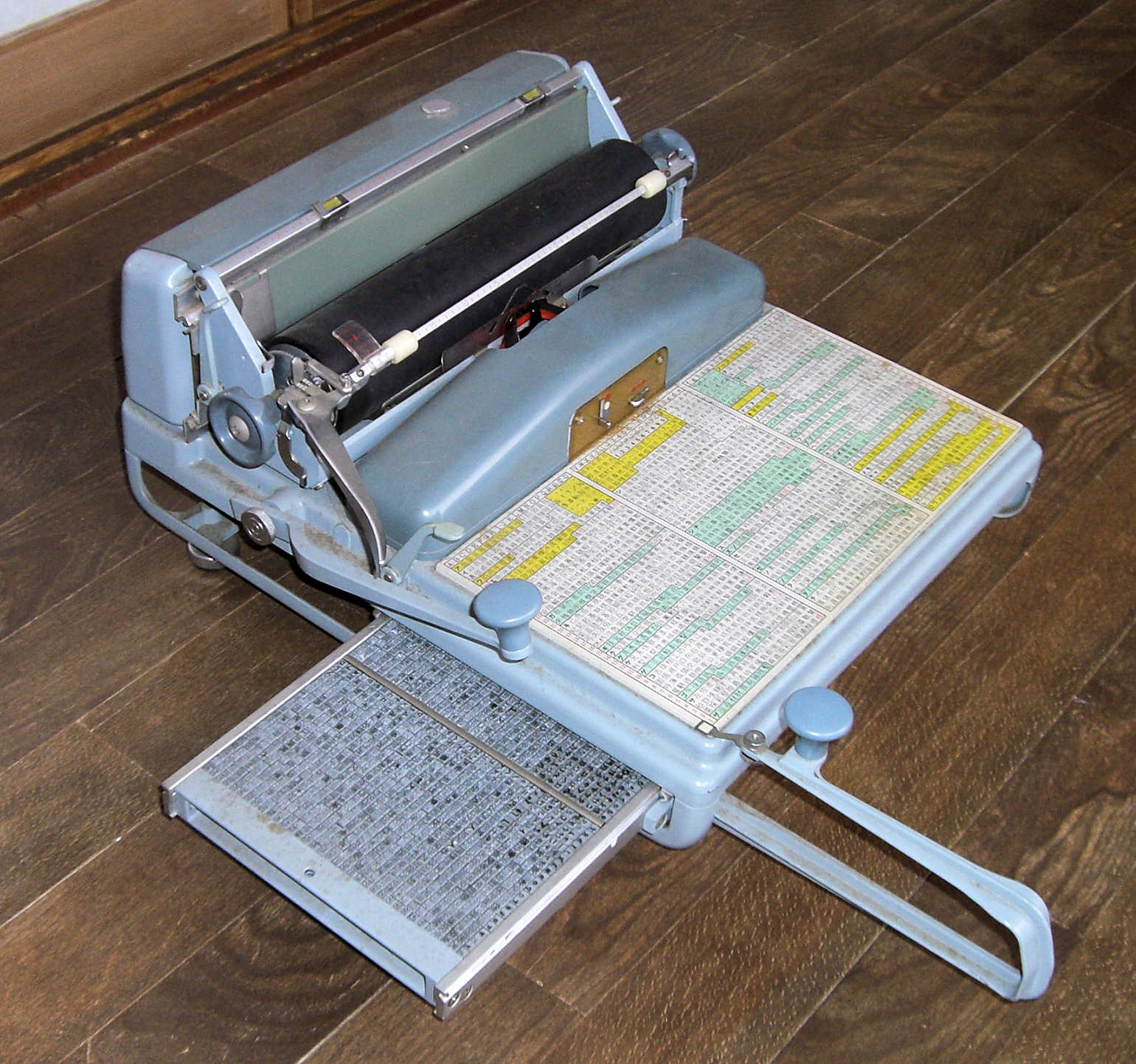
Японская пишущая машинка SH-280 — маленькая машина с 2268 символами
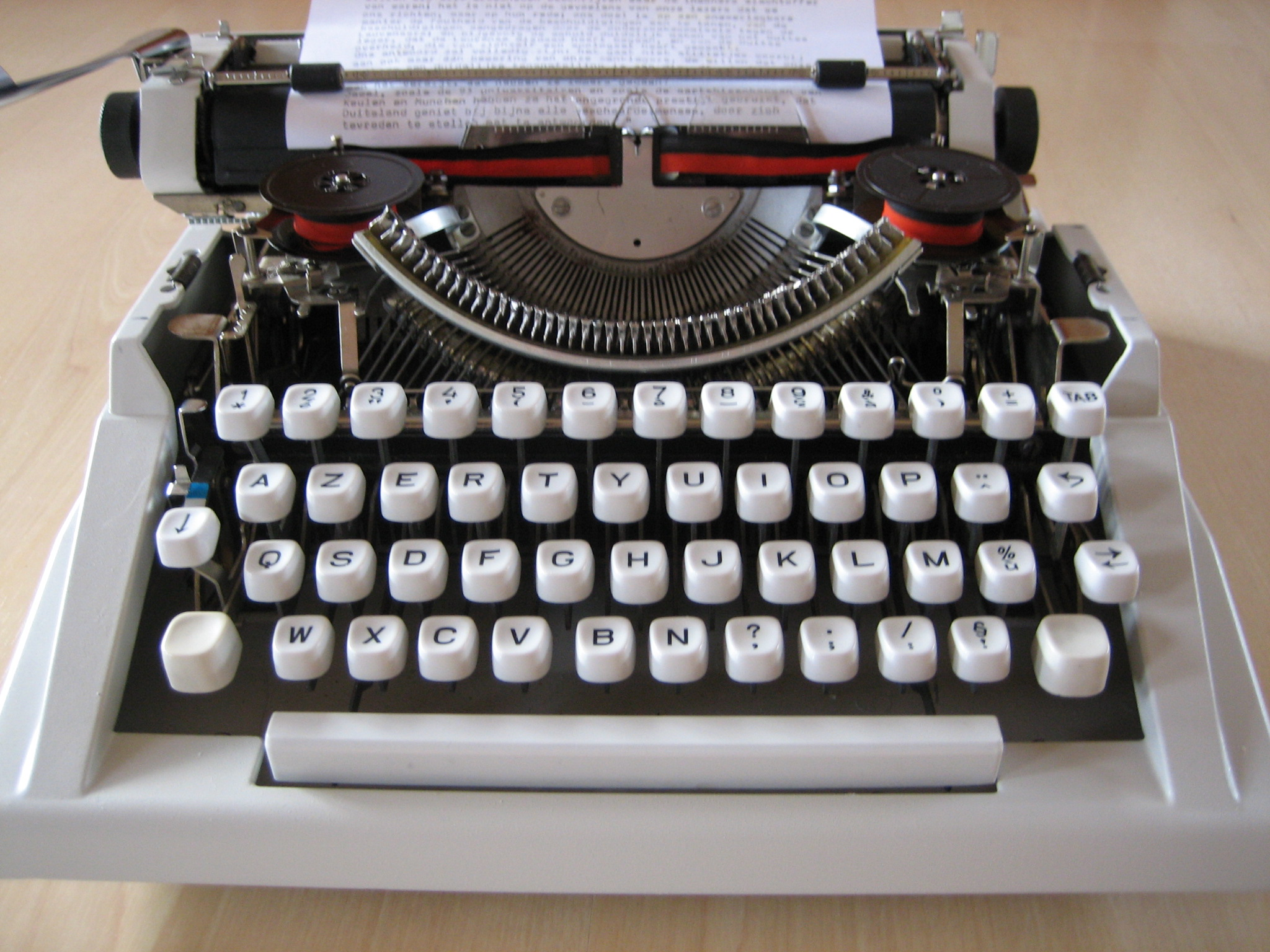
Пишущая машинка Гермес 3000
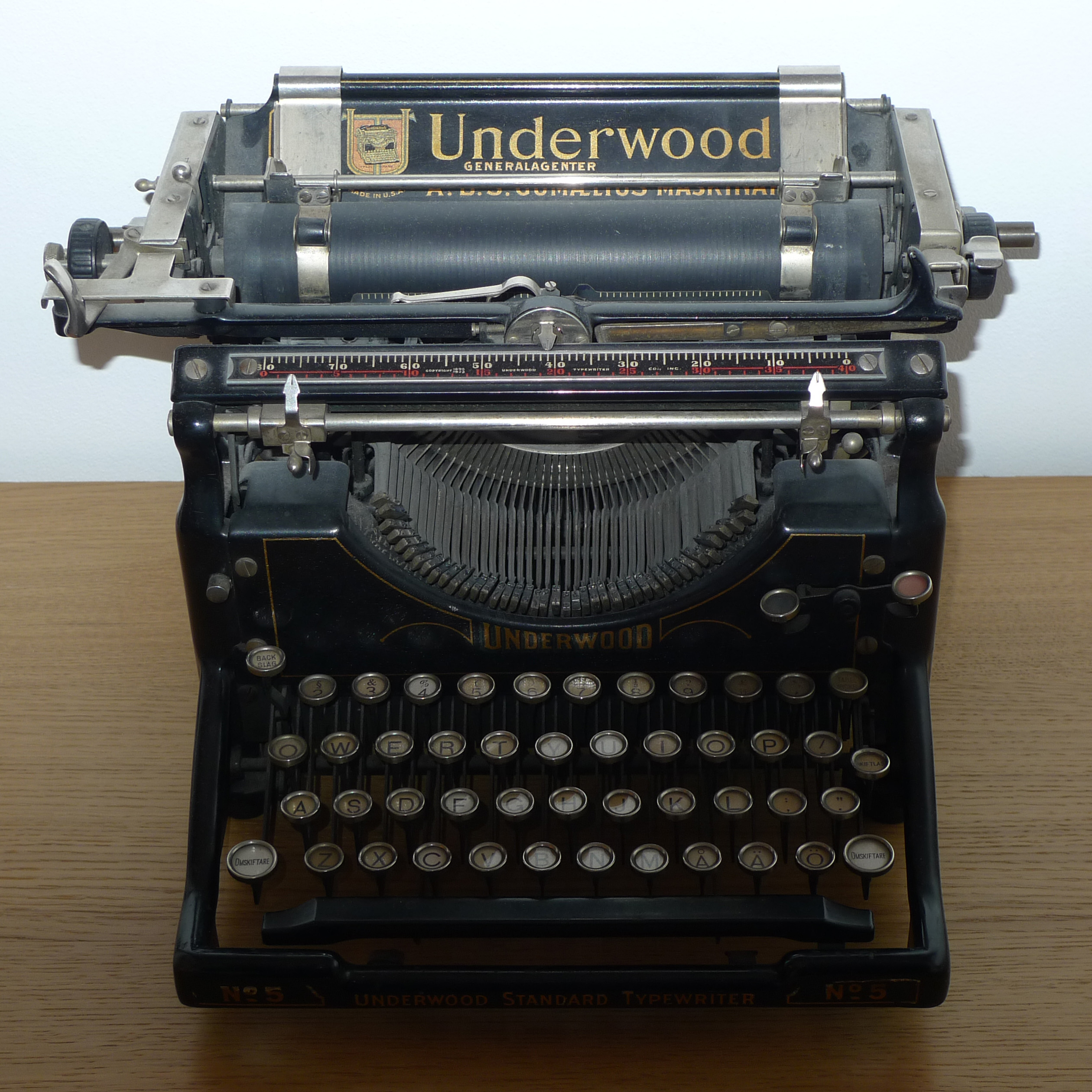
Пишущая машинка Ундервуд 1920-е годов со шведским дизайном
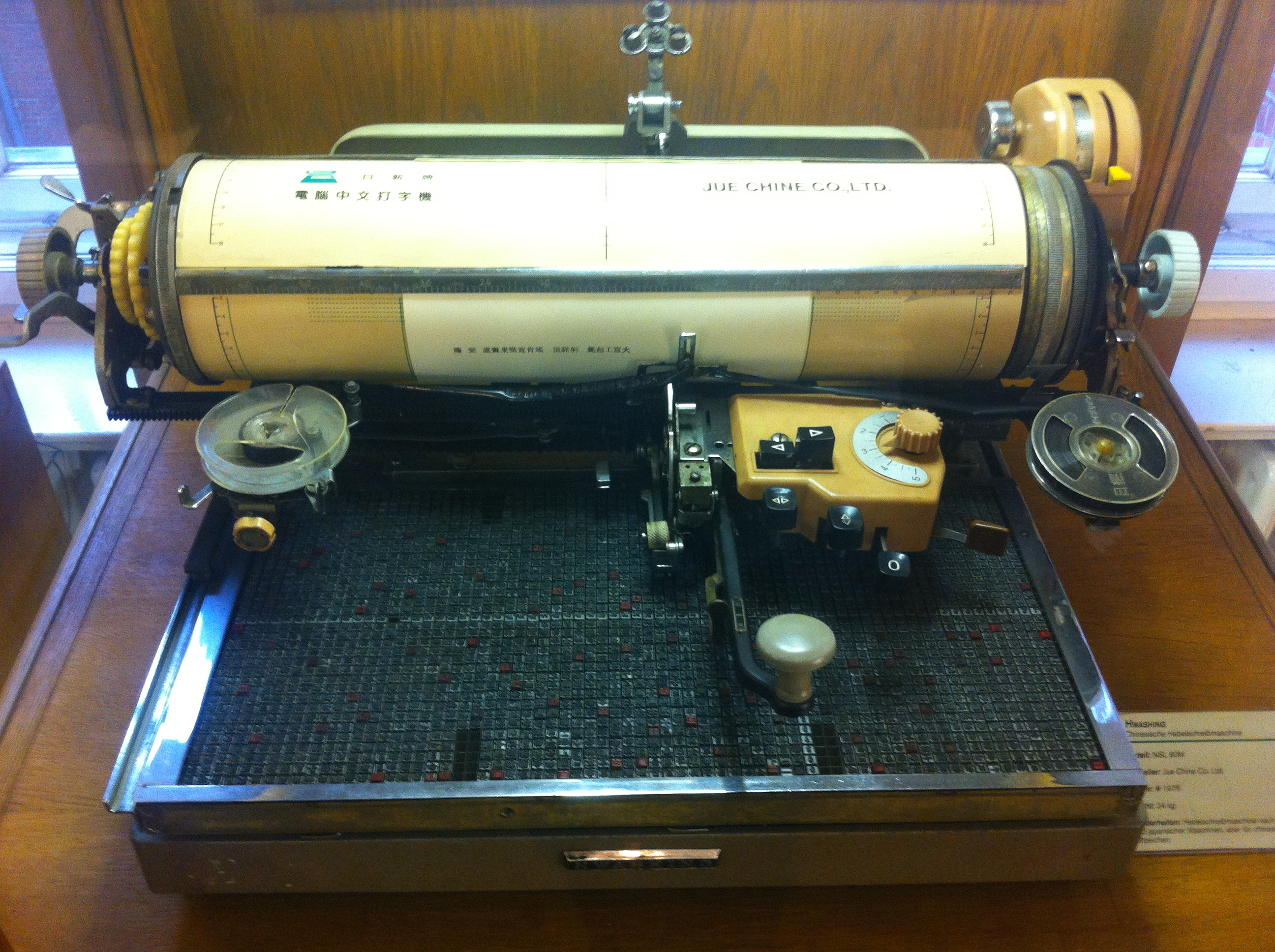
Китайская пишущая машинка в Немецком Техникуме
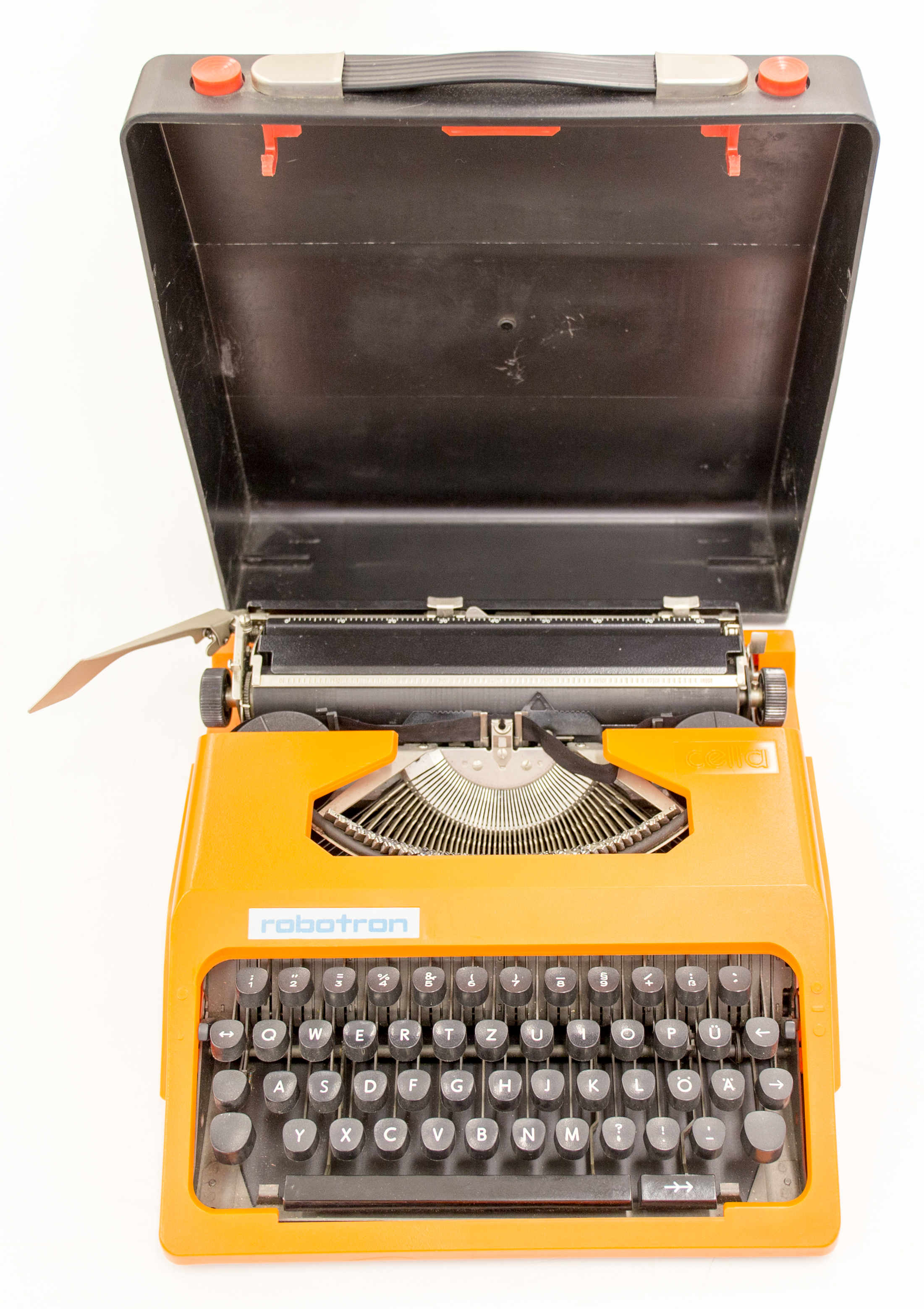
Машинка Robotron Cella S 1001, произведённая Robotron-Elektronik, ГДР (экспонат Музея европейских культур[англ.])
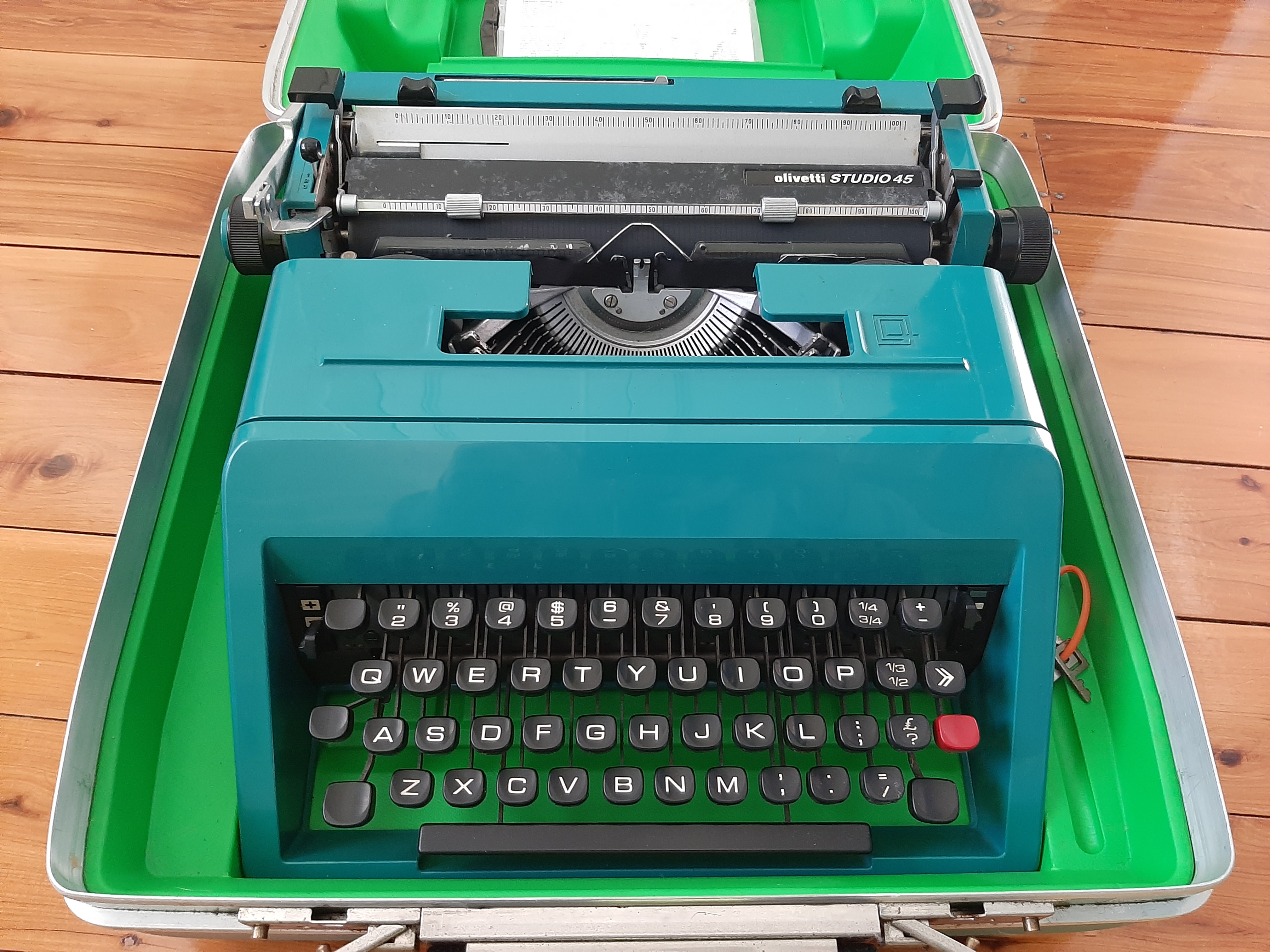
Пишущая машинка «Olivetti Studio 45»